# Quartier hollandais (Potsdam)

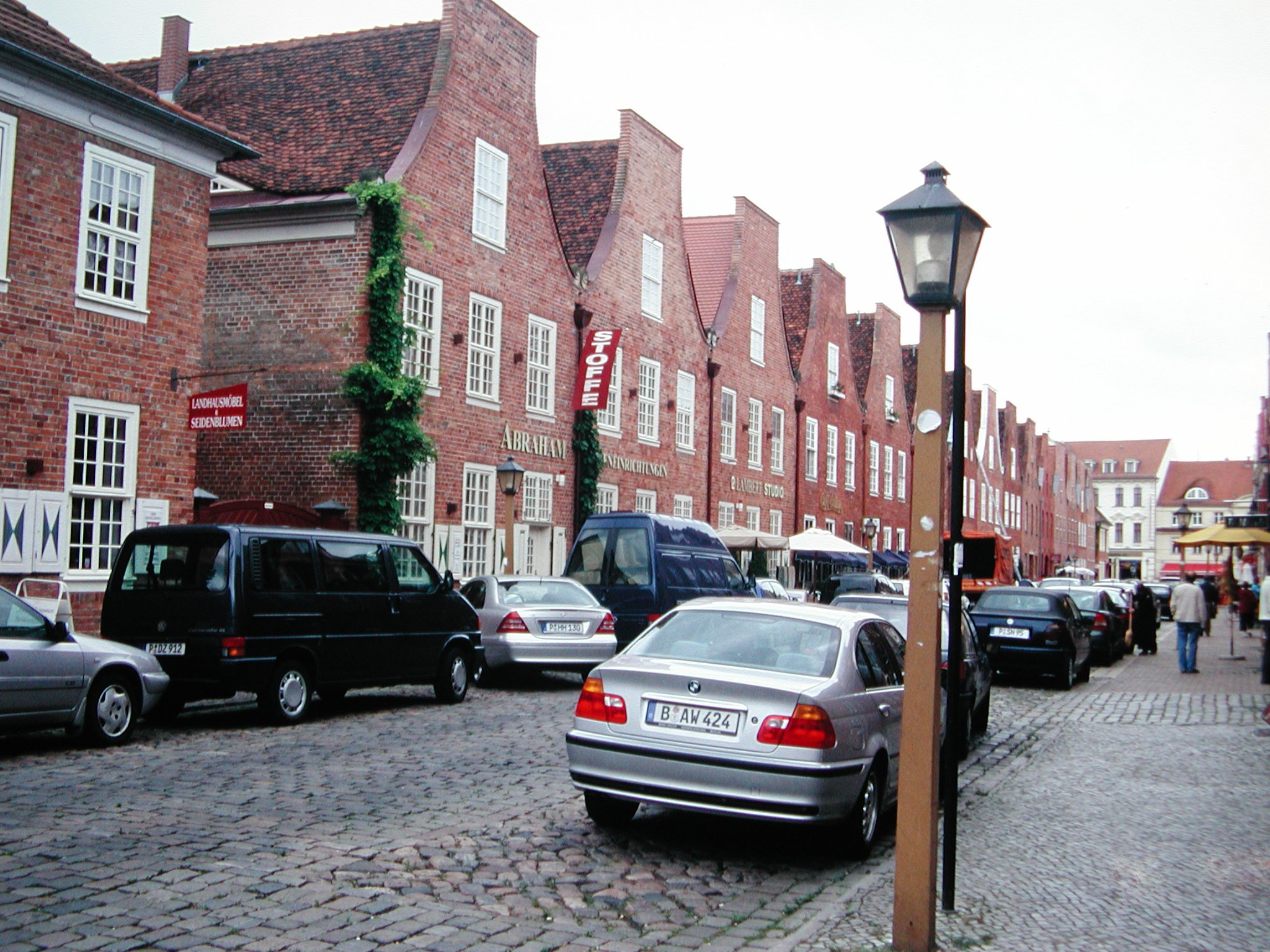
Quartier hollandais de Potsdam

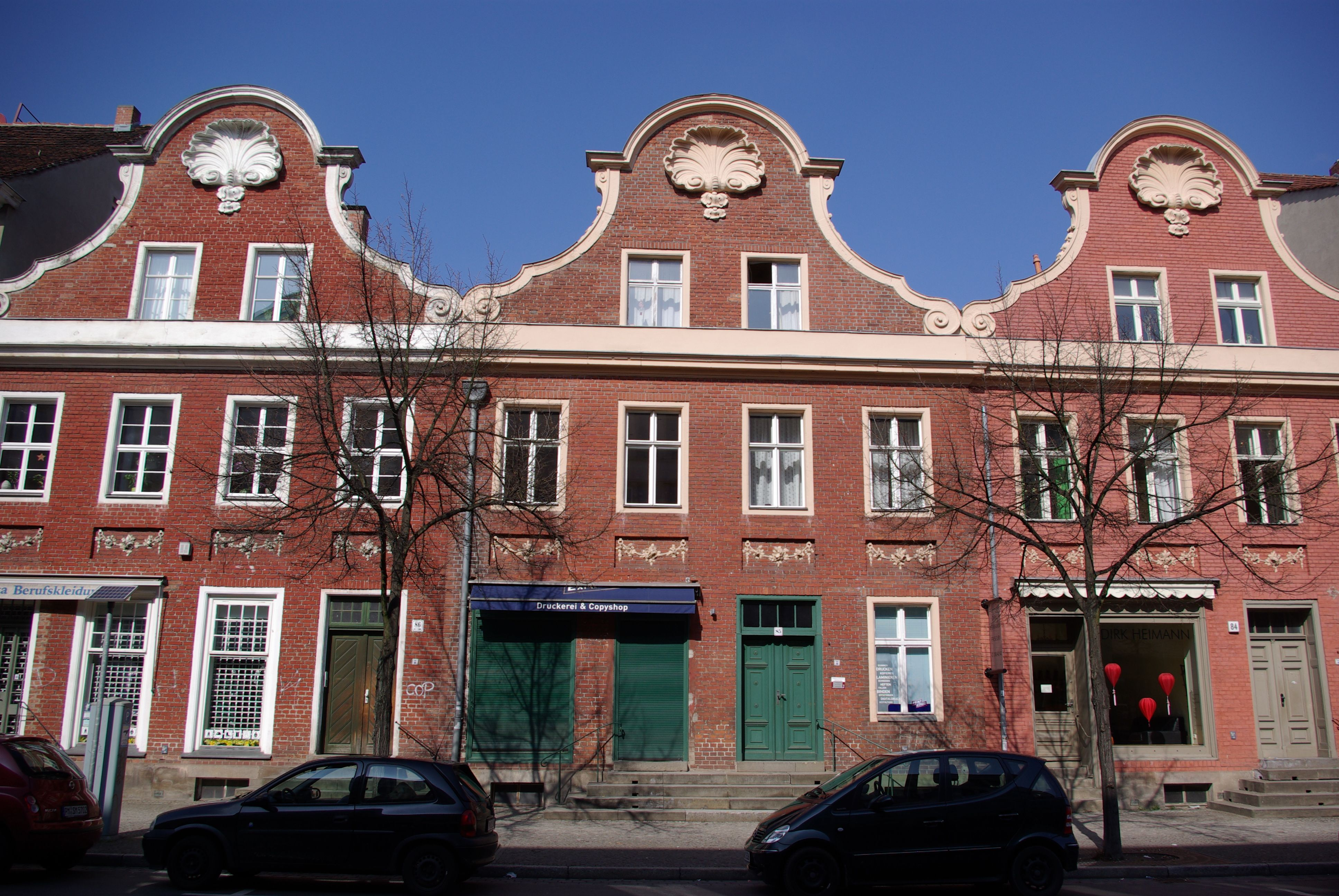
Charlottenstraße 85 Potsdam

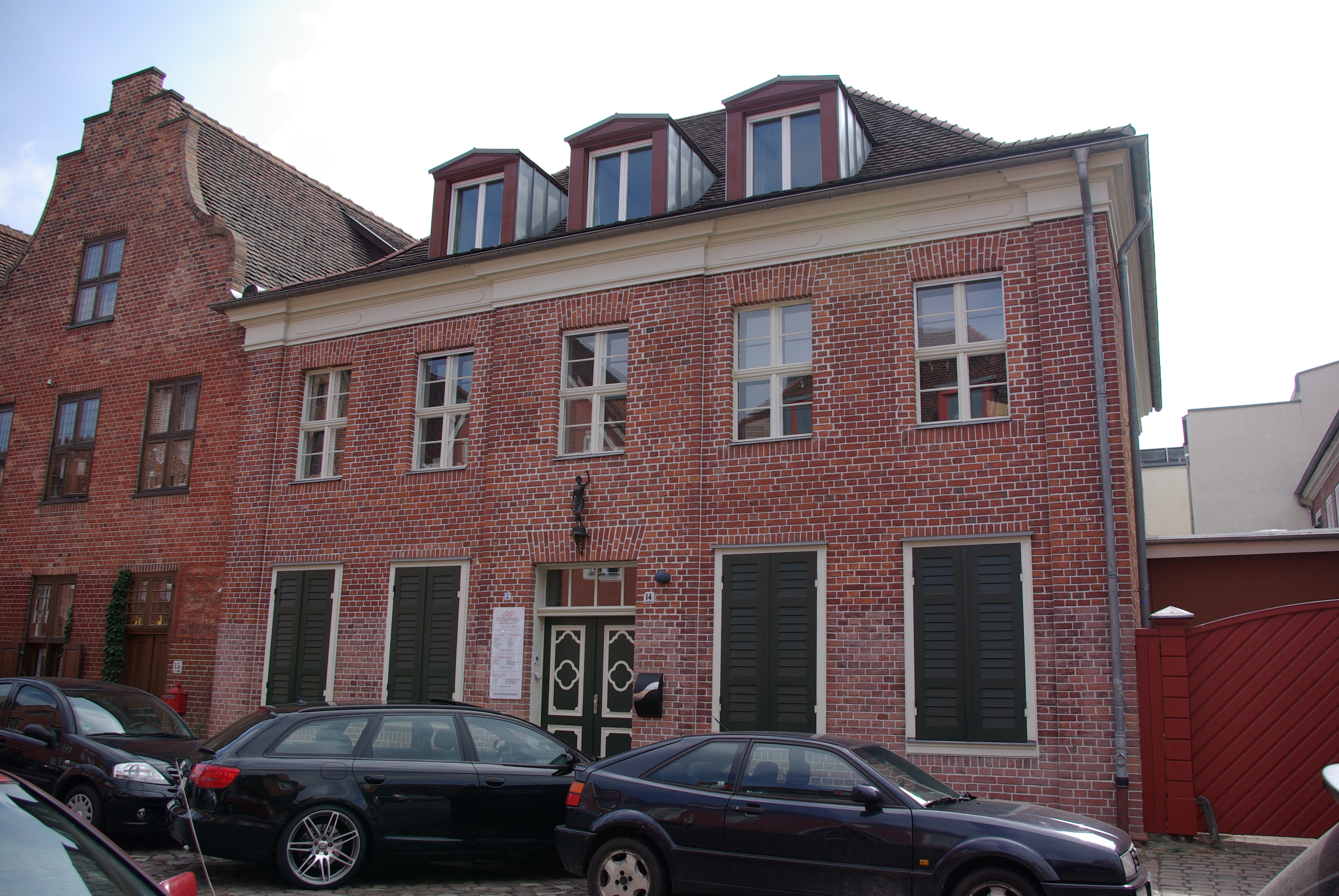
Mittelstraße 14 Potsdam

Le quartier hollandais est un site historique préindustriel du centre-ville de Potsdam, adjacent aux principales rues commerciales et sites touristiques de la ville. Son unicité réside dans le fait qu’il s’agit du plus grand ensemble architectural de style néerlandais en dehors des Pays-Bas. Jusque dans les années 2000, notamment à cause de sa lente dégradation sous le régime communiste de la RDA, il a été plusieurs fois en cours de réaménagement pour favoriser l’implantation de bureaux, de logements et de petits commerces.
Le quartier hollandais est composé de trois parties agglomérées autour du Bassinplatz entre la Kurfürstenstraße au nord et la Charlottenstraße au sud, la Friedrich-Ebert-Straße à l'ouest et la Hebbelstraße à l'est. Il ne faut pas réduire l'appellation « quartier hollandais » aux quatre blocs symétriques qui impressionnent davantage le visiteur par leur côté unitaire, car il existait également « le petit quartier hollandais » dont les travaux de reconstruction ont commencé fin 2014 pour se poursuivre en 2015. On ne parle toutefois pas du grand quartier hollandais par rapport au petit.
Aujourd'hui, le quartier hollandais abrite cafés, restaurants et galeries ; il est devenu un endroit apprécié des habitants et des touristes. Les circuits et les guides touristiques l’intègrent dans leur programme de découverte de la capitale brandebourgeoise basé en premier lieu sur la visite des châteaux et parcs de Potsdam et Berlin, inscrits au patrimoine mondial de l’Unesco, et en deuxième lieu sur la démonstration d’un cosmopolitisme de la vie culturelle et artistique très visible à Potsdam sous les règnes de Frédéric-Guillaume Ier de Prusse et de Frédéric II.

## Origine et création du quartier

### Tradition urbanistique de Potsdam auXVIIIesiècle
La lecture d’une lettre du baron Frédéric Jacques de Bielfed, conseiller pour Frédéric II au département des affaires étrangères à Londres, surintendant des universités prussiennes et directeur de l’hôpital de Berlin, illustre clairement la métamorphose que connut Potsdam au XVIIIe siècle :

« Mais comme le Roi peut dire à la lettre ce qu'Auguste disoit autrefois de Rome, « j'ai trouvé une Ville de briques et j'en laisse une de marbre », je ne vous parlerai que de Potsdam moderne & des embellissements, que S.M. a faits, Vous n'ignorés pas non plus, Madame, que depuis le règne du grand Électeur Frédéric Guillaume, cette  Ville a fait, pendant les plus beaux mois de l'année, la résidence des Souverains du Brandebourg. Et que le feu Roi avoit fait beaucoup de dépenses pour l'embellir. Mais Frédéric qui sait imprimer son caractère de grandeur à tout ce qu'il entreprend, a changé  toute la face de cette Ville ainsi que du Château, & il en a fait un endroit unique. A l'ancien Quartier Hollandois on en a ajouté deux autres, dont l'un est le Quartier François, habité par des Réfugiés, & l'autre le Quartier Italien, le plus près du Château. Dans le premier les bâtiments imitent l'Architecture Françoise, & dans le dernier l'on ne voit  que des façades à l'Italienne, dont les desseins sont tirés de Vitruve, de Palladio, de Michel-Ange, de Scamozzi & des plus célèbres Architectes de cette Nation. »

— Lettre de Frédéric Jacques de Bielfeld, le 19 novembre 1754 à Potsdam
La création du quartier hollandais s’inscrit en réalité dans un projet urbanistique plus vaste destiné à réaliser le  « Versailles prussien », seconde résidence royale de Frédéric II qui saura en faire une capitale culturelle et bicéphale à l’instar de Versailles dans le royaume de France. La construction du château a été suivie par un agrandissement progressif de la petite bourgade, devenue seconde résidence de l’Electeur de Brandebourg. Potsdam restera capitale de 1675 à 1918 tandis que son modèle versaillais n’eut ce statut que de 1682 à 1789.
En 1648, Potsdam ne comptaient que 79 maisons. La croissance démographique de la bourgade fut vertigineuse puisque la population fut multipliée par trente entre 1640 et 1786. Par conséquent, des architectes internationaux furent chargés d’aménager plusieurs quartiers de style différent situés à cette époque en dehors de la vieille ville au bord de la Havel en plus des extensions dites baroques réalisées de manière presque concomitante : 
- Deux quartiers hollandais, le grand et le petit[10];
- Le quartier français[10];
- Le Bornholmer Feld[1],[N 1] ;
- Le quartier Kirchsteigfeld[1] ;
- Le faubourg Nowanes, aujourd’hui Babelsberg, pour les artisans de Bohême;
- La colonie Alexandrowka autour de l’Église Saint-Alexandre-Nevsky de Potsdam[10].

Versailles et Potsdam, qui ont de manière identique des phases  d’aménagement et de restauration successives, plus ou moins intenses suivant les périodes, furent de facto des villes d’immigration et de brassage de population qui ont connu très tôt un profil cosmopolite même si les nationalités et les cultures concernées ne sont pas forcément identiques. Il est clair que le siècle des Lumières a apporté la pensée et la culture françaises dans le Brandebourg, la réciproque n’étant pas aussi vraie puisque ce duché était en devenir sur le plan international. À la fin  du XVIIIe siècle, Potsdam n’est pas citée parmi les villes d’édition où la présence d’hommes de lettres ou la quantité de titres publiés  démontrent généralement le foisonnement intellectuel d’une région,.
Concernant Potsdam, les quartiers ethniques ont accueilli des Hollandais, des Français (Huguenots), des Russes, des Tchèques,, des Belges. Le centre-ville a été fortement inspiré du modèle italien sur le plan architectural, mais il n’a pas hébergé de communauté italienne. Ces influences étrangères ne se sont pas limitées au bâti domestique, mais elles ont surtout marqué les châteaux, les résidences officielles et les nombreux parcs autour de la Havel: Sanssouci, 
La conjugaison de toutes ces références aux cultures étrangères dominantes du siècle renforce  par conséquent les traits éclectiques de la ville de Potsdam sans que le visiteur n'aient l'impression.
Les quatre architectes qui ont œuvré pour le quartier hollandais de Potsdam sont:
- Johan Bouman (aussi Bouwman) pour les quatre blocs autour de la Mittelstraße (1742) et le petit quartier hollandais à la Charlottenstraße (1752);
- Georg Wenzeslaus von Knobelsdorff pour le petit quartier hollandais à la Charlottenstraße (1752);
- Carl von Gontard pour les rues Charlottenstraße(1773-1774) et Am Bassin(1773-1785);
- Johann Rudolf Heinrich Richter pour la rue Am Bassin(1773-1785).

### La référence hollandaise auXVIIesiècle
« Notre bienheureux [Frédéric-Guillaume Ier] savait pertinemment que la Hollande faisait partie des véritables lieux où se rassemblaient les meilleures manufactures ; mais il savait aussi en même temps à quel point de tels artistes répugnaient à quitter leur patrie pour se rendre dans des contrées étrangères.  Sa Majesté entreprit en conséquence d’écarter tout ce qui pourrait faire  obstacle à Ses nobles desseins, comme en donnant l’ordre de construire à Potsdam des maisons hollandaises toutes neuves, lesquelles seraient réparties dans quatre quartiers, en comptant pour chaque quartier 62 maisons ; oui, Elle poussa si loin Sa noble sollicitude  que toutes les maisons hollandaises susnommées devaient être équipées des meubles qui s’imposaient,. »

— Potsdammische Quintessence von Alten und Neuen Historisch-Politisch-Philosophischen Sachen, 1741

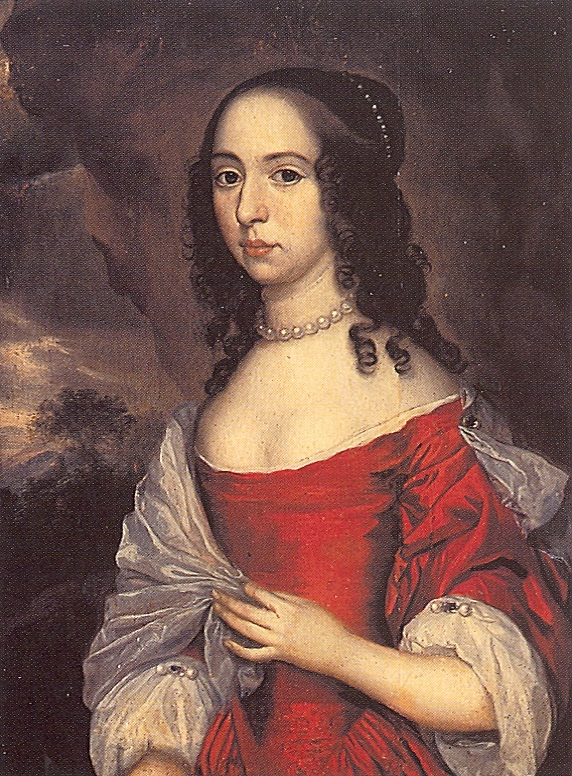
Louise-Henriette d'Orange-Nassau.

Les deux souverains prussiens responsables de l'agrandissement de la ville résidentielle de Potsdam arrivent aux affaires d'état à la fin du siècle d'or néerlandais qui s'est étalé de 1584 à 1702 avant que le roi de France Louis XIV n'intervienne militairement pour sa politique de réunion aux frontières de son royaume. « Pour tous les souverains, en particulier pour le roi de France, les Provinces-Unies constituaient une étrangeté et, sinon un scandale politique, une singulière exception dans une Europe à dominante monarchique. ». D'ailleurs, Frédéric-Guillaume Ier de Prusse combattit pendant des années  en Hollande avec son père, Frédéric Ier de Prusse, pour le prince Eugène de Savoie-Carignan et le duc de Marlborough au service de la cause impériale, et donc pour la défense des Provinces-Unies contre la politique expansionniste de Louis XIV.
Aux conférences de paix menées à Münster et Osnabrück en Westphalie en 1648 pour clore les conflits de la guerre de Trente Ans, les témoignages des différentes délégations des pays bien établis racontent que les Provinces-Unies voulaient être « présentes d'une façon somptueuse qui devait impressionner les têtes couronnées contrairement à la Suisse qui se contentait d'une ambassade de très modeste ». Les Provinces-Unies sont perçues comme aussi riches que les autres nations en concurrence les unes contre les autres pour obtenir les meilleures positions dans le protocole et la préséance. Ce  sont surtout les patriciens urbains qui autour Johan de Witt tentaient d'écrire « leur vraie liberté » à une époque où la souveraineté du pays était encore contestée par la plupart des souverains à l'exception du roi Henri IV.
La position du châtelain royal  qui avait la responsabilité de gérer le palais fut traditionnellement confiée à des Hollandais dans la maison de Hohenzollern de Brandebourg et Prusse. Les liens étroits qui unissent leur pays avec les régions de la mer du Nord remontent à très loin. Dès les premières périodes de colonisation au XIIe siècle, des Hollandais avaient contribué à la mise en culture  de la marche de Brandebourg.
« Des colonnes entières sont arrivées des plages de la mer du Nord », raconte le chroniqueur et prêtre Hemold dans sa chronique des Slaves. L'influence hollandaise  sur l'évolution de la marche connut un premier apogée sous le règne du grand prince-électeur Frédéric-Guillaume (1640-1688), c'est-à-dire au plus fort du siècle d'or néerlandais. Celui-ci avait passé une partie de son enfance chez le stathouder des Provinces-Unies, Frédéric-Henri d'Orange-Nassau l'oncle de sa mère Élisabeth Charlotte. À Leyde, il suivit des cours à l'université de la ville. Les expériences qu'il ramena de son séjour d'une durée de quatre ans exercèrent sur le jeune prince une grande influence, mais également sur les agissements du futur prince électeur de Brandebourg. Dans les Provinces-Unies, il trouva un système étatique  très développé qui, à maints égards, lui servit de modèle pour sa principauté appauvrie et dévastée par la guerre de Trente Ans.

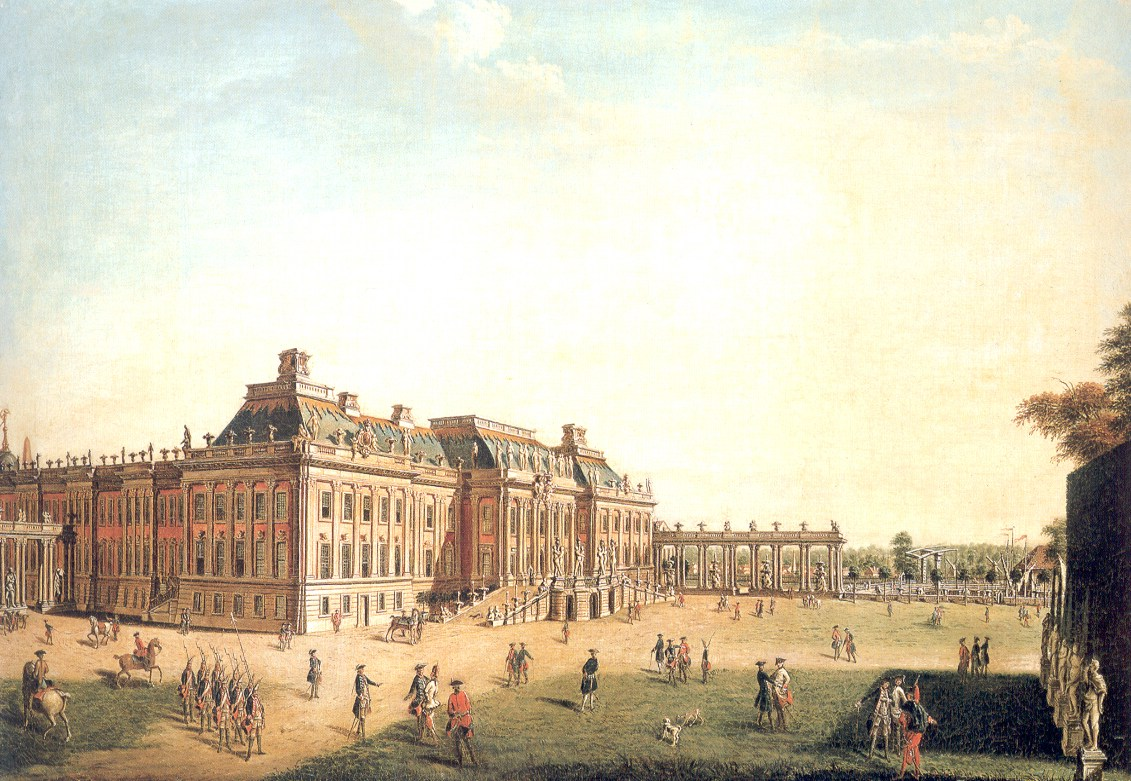
Château de Potsdam.

En 1648, Frédéric-Guillaume épousa  la fille du stathouder néerlandais  Louise-Henriette d'Orange-Nassau, et fonda par là même l'alliance dynastique qui permit aux souverains de la maison de Hohenzollern, branche de Prusse et Brandebourg, de porter le titre de « Prince d'Orange » jusqu'à ce jour. Le prince-électeur fit construire pour son épouse hollandaise une  « Hollanderie » qui approvisionnait Berlin en lait et en fromage. Lorsque Frédéric-Guillaume Ier fit de Potsdam sa seconde ville de résidence, il y fit construire un château ou Stadtschloss de style hollandais sur des idées du précurseur du classicisme néerlandais, Jacob van Campen, que le souverain brandebourgeois admirait beaucoup. Le roi chargea  Philippe de Chièze (1629, Amersfoort-1673, Berlin), qui est issu d’une famille piémontaise passée en France en 1445, puis aux Pays-Bas, enfin en Allemagne. Architecte et quartier-maître général de l’électeur, il conçoit pour lui de nouveaux types de voiture dans les années 1660. Selon la tradition, c’est en préparant un voyage de Berlin à Paris que Chièze eut l’idée du nouveau châssis de la berline, par exemple sur le modèle du Honselaarsdijk. Il fit aménager le jardin d'agrément entre le château de Potsdam et la Havel également dans le style hollandais en damier.
Après que son père Frédéric Ier de Prusse, fils d'une princesse hollandaise, avait imité la pompe de Louis XIV et qu'il avait légué à son fils un pays très endetté, Frédéric-Guillaume Ier de Prusse avait une passion pour la Hollande qui restera intacte depuis le séjour en 1704/5 à Amsterdam et à la Haye. Toutes les églises que Guillaume Ier fit construire à Potsdam présentent déjà des influences hollandaises bien qu'on ne puisse les rapprocher d'aucun cas particulier. Il en est de même du seul château que le roi économe fit construire pendant son règne et qui était un manoir modeste dans le style des maisons bourgeoises hollandaises. Le château de chasse qui se trouve aujourd'hui en périphérie de Potsdam-Babelsberg est un bâtiment en brique avec un très haut pignon en forme de bouclier et qui est aménagé à l'intérieur après les coutumes des maisons hollandaises des couches moyennes. Ce sont pour les Néerlandais des maisons qu'on pourrait rencontrer par exemple à Amsterdam, Leyde ou à Utrecht.
L'influence hollandaise s'exprima également de manière indirecte à travers les personnages de haut rang qui gravitèrent autour des familles royales et ducales pendant plusieurs générations. Ils appartenaient à « l'école néerlandaise » qui a permis au Brandebourg de se relever des ravages de la guerre de Trente Ans et de hausser très vite au rang de nouvelle nation européenne. De cette école hollandaise fortement influencée par le calvinisme et les différentes obédiences réformées sont issus plusieurs hommes d'état de nationalités différentes à l'image de la tolérance propre au siècle d'or néerlandais ; ils  occupèrent souvent de manière concomitante des fonctions militaires, politiques, techniques ou pédagogiques. Ils ont étudié entre autres à l'Université de Leyde et leurs maîtres sortent également de cette prestigieuse université à l'époque du siècle d'or.
C'est le cas de  l'historiographe de la cour, théologien protestant et philosophe  Samuel von Pufendorf, un noble suédois, ou d'Eberhard von Danckelmann,, formé à Utrecht, gouverneur et précepteur de Frédéric-Guillaume Ier, ou encore Alexander zu Dohna-Schlobitten, premier ministre du père et du fils, gouverneur de la principauté d'Orange, puis gouverneur et conseiller particulier de Frederic-Guillaume. Le Comte de Dohna-Schlobitten a été formé avec son frère par le philosophe français et huguenot, exilé à Rotterdam, Pierre Bayle. Un autre huguenot de Paris, Jean de Bodt, qui étudia l'architecture sous l'égide de l'ingénieur et architecte du roi, François Blondel, s'exila en Hollande et suivit Guillaume d'Orange-Nassau comme capitaine d'infanterie et du corps des ingénieurs après la révocation de l'édit de Nantes: devenu en terres allemandes l'architecte du baroque classique, il conçut certaines parties du château de Potsdam, mais il fut surtout célèbre pour la construction de l'Arsenal de Berlin, la Porte de Berlin à Wesel dont il devint gouverneur en 1722 après avoir été nommé generalmajor par le roi Frédéric-Guillaume Ier. Il faut finalement citer le rôle primordial de transition entre les Provinces-Unies et la Prusse-Brandebourg qu'a joué Johan Maurits von Nassau-Siegen, d'abord gouverneur général des colonies hollandaises au Brésil, puis stadhouder de Clèves et de la Marck, en raison de sa proximité avec Frédéric-Guillaume Ier. Ils se sont connus à La Haye pendant le séjour du prince dans cette ville de 1634 à 1638 avant que Johan Maurits ne parte au Brésil. Le jeune couple princier, Frédéric-Guillaume et Louise-Henriette, résidèrent dans un premier à Clèves, fief de leur ami. Grand admirateur des Provinces-Unies, Johan Maurits, conseilla au prince de faire venir des architectes et des artistes hollandais à la cour de Potsdam.

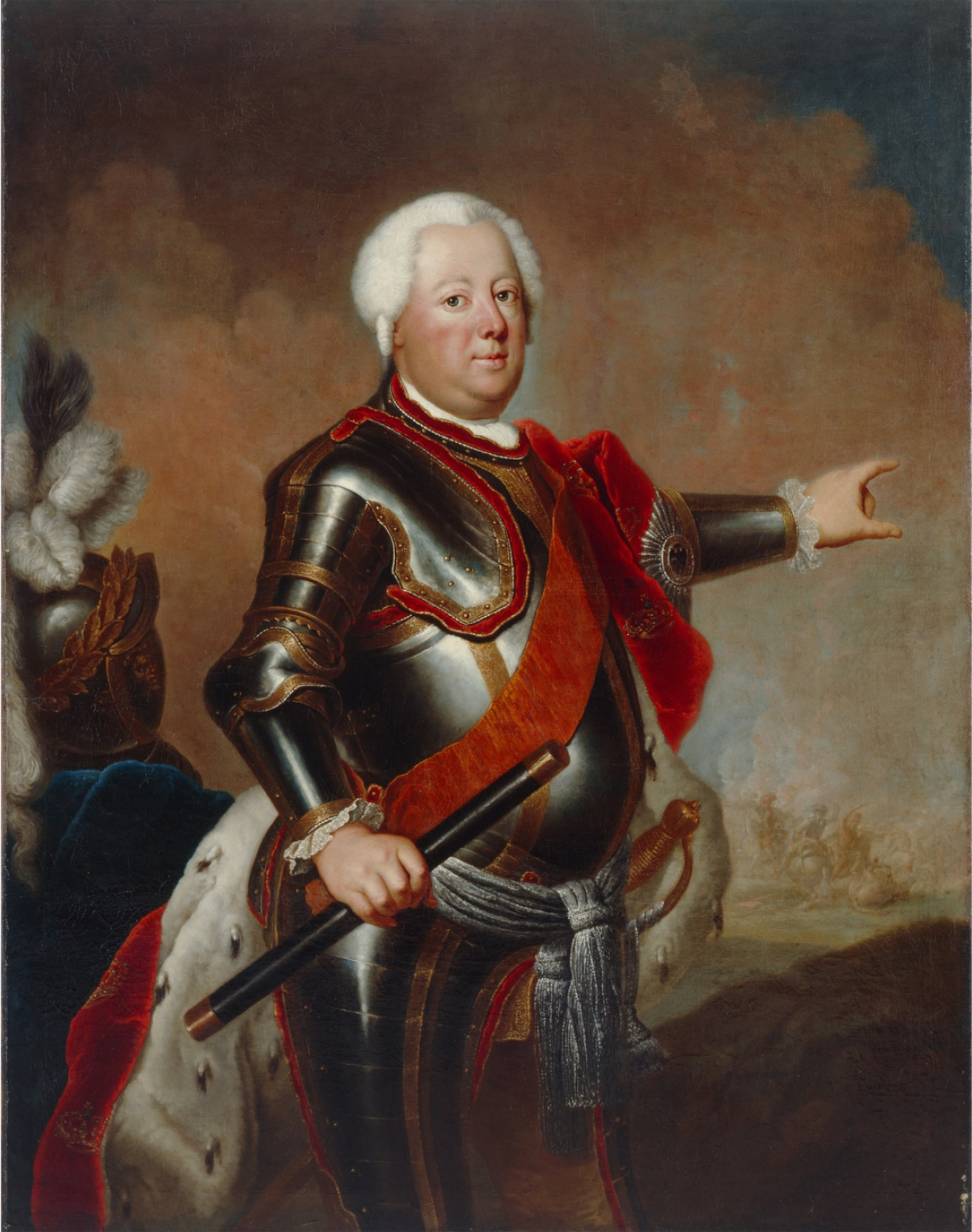
Frédéric-Guillaume Ier, roi-sergent.

La fin de 150 années d’échanges prusso-hollandais est marquée dans la pierre avec le « Holländisches Etablissement » de l'architecte Carl von Gontard en 1789-1790. Cinq générations de roi prussien ont cultivé cette néerlandophilie dans le domaine de l'architecture. Néanmoins, le Bassin ne sera comblé qu'en 1890.
Le souvenir de ce passé néerlandophile est perpertué aujourd'hui encore par la fête des tulipes qui a lieu tous les ans à Potsdam à la mi-avril. Et il existe encore à ce jour une Société de soutien pour la conservation de la culture néerlandaise à Potsdam ou une Association Johan-Bouman du nom du maître architecte hollandais à l'origine du quartier hollandais.

### Le recrutement des artisans par le roi en personne
Le roi Frédéric-Guillaume Ier était parti dans les Provinces-Unies en 1731  pendant l'hiver précédent afin de s'occuper personnellement du recrutement  de main-d'œuvre spécialisée hollandaise.
Les premiers artisans hollandais  sont arrivés à Potsdam en 1732 avec leurs familles. Il s'agissait de l'ébéniste Antoine De Ridder avec six enfants, des charpentiers Adrian Den Ouden et Jan Boumann, avec sa femme, l'ébéniste et charpentier Derik Boumann et le maître maçon Kaethel Hubrecht.
Le roi Frédéric Guillaume Ier leur accorda  « Une bonne maison confortable exempt de taxes et à titre de propriété», ainsi que... le transport pour soi et leurs familles jusqu'à Potsdam de même qu'une avance de 150 thaler en liquide.
Le choix despécialisation artisanale dans le groupe des nouveaux arrivants était  probablement le résultat d'une sélection ciblée par le roi. La construction des premières maisons  a commencé déjà vers 1734. Le charpentier né en 1706 et constructeur de bateaux Jan Boumann  qui devait faire carrière dans la cour royale et réussi une promotion comme directeur en chef des travaux de construction à Berlin se vit  confier la direction des travaux  du nouveau quartier de la ville. C'est compagnon de voyage sur emménagé dans leur maison dès que le premier carré fut terminé. Jan Boumann, en revanche, habita après sa nomination comme Châtelain royal un appartement au Château de Potsdam.

### Les extensions baroques de la ville et le canal hollandais

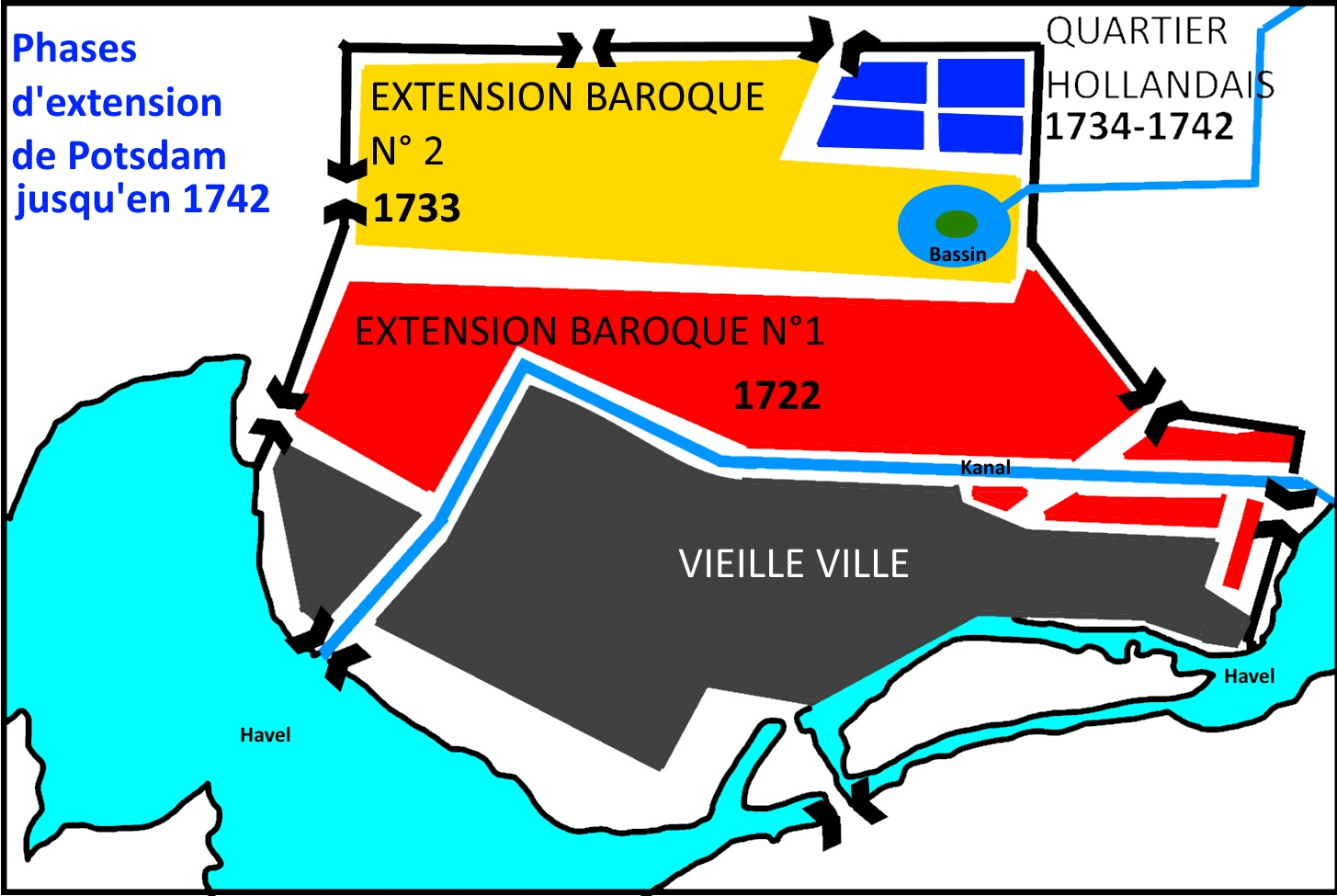
Phases d'extension baroque à Potsdam et quartier hollandais

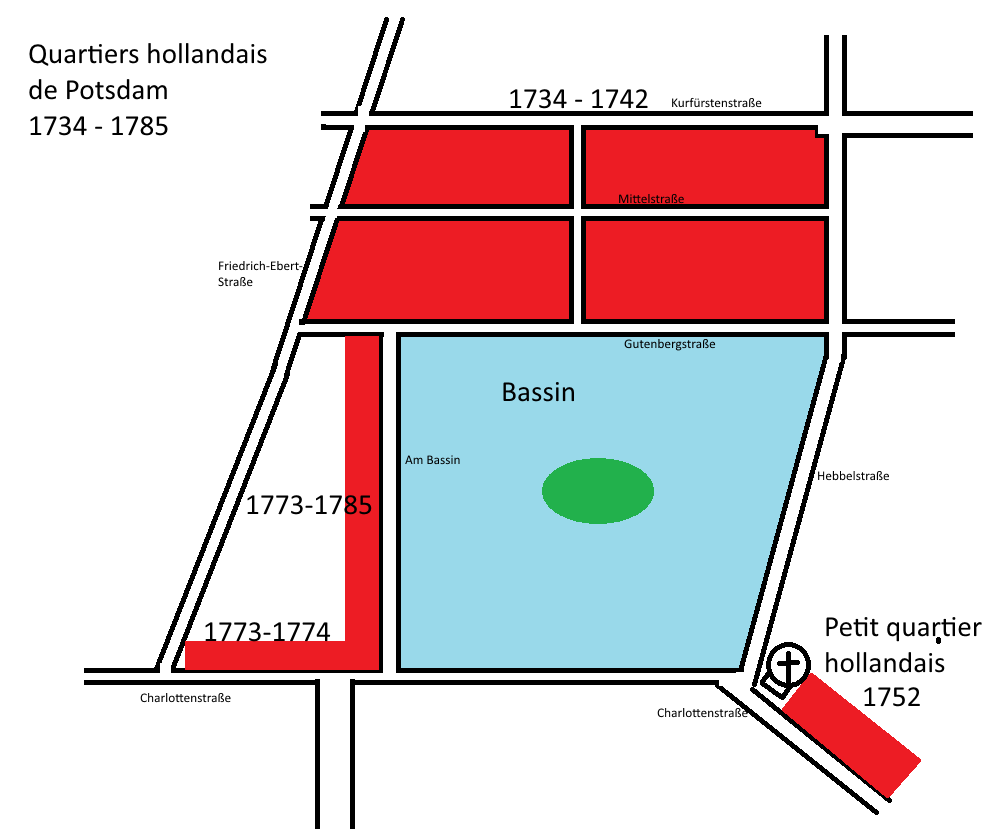
Plan-quartier-hollandais-potsdam

Frédéric-Guillaume fit assécher par des ingénieurs hollandais le terrain sur lequel furent réalisées la première et la seconde extension baroque de la ville. À cet effet, il fit dès 1722 élargir et approfondir le canal de la ville d'après le modèle des « grachten » hollandais. À cette époque, le savoir-faire des Néerlandais dans la maîtrise de l'eau et la conquête de nouvelles terres sur les zones inondables était réputé en Europe du Nord. Une quantité de bois non négligeable fut nécessaire au comblement des marécages et à la stabilisation des terres meubles des prairies fluviales, le plus souvent par des pilotis enfoncés dans la boue. Presque un siècle plutôt, le Hollandais, Jacob van Campen, pionnier du classicisme du nord des Pays-Bas, avait construit l'hôtel de ville d'Amsterdam, le plus grand édifice de ce genre à cette époque qui avait nécessité l'enfoncement préalable de dizaines de milliers de  pieux dans le sol marécageux des basses terres hollandaises. La technique était connue et le savoir-faire hollandais était apprécié au-delà des frontières.
Le canal a d'abord  servi à acheminer  les matériaux pour l'extension de la ville (pierres, briques, tuiles etc.) mais il donna un cadre hollandais à la ville en aménageant des rues bordées de maisons à pignon et des ponts  qui rappellent  le paysage urbain néerlandais.
En 1733 fut lancée la deuxième extension baroque de Potsdam, coïncidant avec la publication du nouveau règlement cantonal destiné à mieux organiser la conscription militaire presque générale en Prusse et Brandebourg. L'enrôlement des soldats nécessitait davantage de cantonnement chez l'habitant. Dans les rues baroques des nouveaux quartiers, les maisons étaient fournies aux nouveaux occupants à la condition qu’ils hébergeassent dans la partie des combles les soldats en garnison ou de passage pour les manœuvres ou les parades militaires. Potsdam devint ville-garnison du roi-sergent. Une fois les extensions de la ville terminées, le souverain fit construire une muraille de 3,70 m autour de la nouvelle cité afin d'empêcher les désertions. Le plus souvent, les grenadiers devaient dormir à deux dans un lit afin de contrôler le camarade pendant la nuit. Comme c'était l'usage encore à l'époque, le logement des soldats ne se faisait pas dans les casernes, les soldats logeaient dans les maisons bourgeoises en quartier, il devait s'acheter leur nourriture eux-mêmes et se faire leur propre repas. En 1713, Potsdam comptait environ 200 maisons dans lesquelles il fallut loger 563 hommes du régiment de la garde royale, la première unité militaire à être logée dans cette ville. Les quartiers causèrent aux habitants de la ville de sérieux problèmes. Chaque citoyen devait accueillir 2,4 ou parfois même six grenadiers. Les conditions de vie dans des espaces très réduits dans une petite ville provoquèrent plusieurs fois des épidémies, comme en 1715 l'épidémie de typhus. Le déplacement des troupes de la garde dans la ville qui atteindra 4294 hommes en 1740 rendit nécessaire un agrandissement rapide de la ville afin de loger et nourrir les troupes. Lorsque le roi décéda en 1740, le nombre des maisons bourgeoises était passé à 1154.
L'une des parties planifiées de l'agrandissement de la résidence royale fut la construction des quatre « carrés » du quartier hollandais (1737-1742). Il représente l'aboutissement et la fin des extensions baroque de la ville. Il fallut d'abord assécher une grande partie du terrain avant de construire. L'architecte en chef, Johann Ludwig Manger, raconte dans son Histoire de la construction de Potsdam en 1789 : « Es ward allhier bei dem Orte, wo ein tiefer Sumpf ... befindlich war, ein großer Teich ausgestochen, in dessen Mitte eine Insel blieb, welcher nachher den Namen des holländischen Bassins bekam.(4) » on est déjà sur cette île nommée bassin hollandais un pavillon en style hollandais. On lui donna le nom de gloriettes. Des canaux souterrains servirent à évacuer l'eau des marécages du bassin vers le canal de la ville. Malgré ces précautions, il fallut renforcer le sol par inclusions rigides. À Potsdam, on a  retenu les pieux bloqués battus en force dans le sol marécageux du futur quartier Hollandais pour pouvoir poser les « Roste » nécessaires aux fondations.
Aux XVIIIe siècle et XIXe siècle, la technique la plus courante pour stabiliser de manière artificielle un sol meuble et bourbeux était le Rost.
Les « Roste » de Potsdam étaient composées de blocs calcaires de Rüdersdorf mesurant environ 1,30 m de hauteur et 1,25 m de largeur. Un remblayage de 1 m de profondeur fut également nécessaire sur l'ensemble de la parcelle. La réalisation des travaux ne fut possible que grâce à des pompes qui maintinrent le niveau de la nappe phréatique le plus bas possible.
Le roi Frédéric-Guillaume Ier ne vit pas la fin des travaux du quartier. Lorsqu'il mourut, seul un des quatre carrés avait été construit. Les deux suivants ont été achetés par son fils et successeur Frédéric II en respectant pour l'essentiel l'esprit et la conception des plans de son père même si ce n’est un secret pour personne à l’époque que le fils ne partage en rien les goûts du père. Il l’écrit de manière explicite :

« Il créa la ville de Potsdam, et il la peupla ; il ne fit pas le moindre bâtiment pour lui-même, mais tout pour ses sujets. L'architecture de son règne est généralement infectée par le goût hollandais : il serait à désirer que les grandes dépenses que ce prince Philippe en bâtiments, eussent été dirigées par de plus habiles architectes. »

— Frederic II de Prusse
Il s'agit là d’un des rares compromis que l'on peut trouver entre ces deux monarques de styles très différents. En revanche, Frédéric fit rénover et transformer la plupart des bâtiments de la zone de la première extension baroque. En effet, les bâtiments construits en route sans décoration avec des moyens spartiates de l'époque du règne de son père détestait ne correspondaient plus à la compréhension de l'art et de l'architecture du jeune roi. C'est ainsi que pendant le règne de Frédéric de plus de 600 bâtiments souvent décorée de façade prestigieuse et pompeuse ont fait de Potsdam une ville célèbre connue et reconnue au-delà des frontières et de son temps. C’est frénésie de construction des exigences artistiques et le furent de temps en temps interrompus par ce que du vieux Fritz mais contribuera également à attirer de nombreux artistes dans la ville dont une part importante s'installa dans le quartier Hollandais. L'espoir du roi sergent de voir s'installer de nombreux artisans hollandais dans ce nouveau quartier qu'il aurait été dédié n'a pas été complètement comblé. Lorsque le quartier fut terminé, seuls 13 maisons sur 134 étaient habitées en propriété par des Hollandais. Les autres maisons furent habitées par quelques Français et des artisans locaux, ou bien quand elles étaient vides, elles étaient réquisitionnées pour des soldats.

### Petit quartier hollandais
Trois maisons hollandaises ont été construites en même temps que l'église française en 1752. Elle se trouve juste en face de cette église emblématique de Potsdam. Les architectes étaient le Hollandais Jan Bouman et Georg Wenzeslaus von Knobelsdorff.
C'est Frédéric II de Prusse qui fit construire ces maisons pour les veloutiers provenant des Provinces-Unies. Faisant  écho au quartier hollandais érigé par son père et terminée par lui-même entre 1733 et 1742, on appela rapidement ce gros pâté de maisons en bordure du quartier français le « petit quartier hollandais ».
Après la démolition de ces bâtiments, dans les années 1980 et 90, 2 800 m2 de terrain vague entre l'église française, la clinique Ernst-von-Bergmann et le Bassinplatz furent utilisés  entre autres comme terrain  d'atterrissage pour les évacuations sanitaires héliportées.
C'est en 2011 que la coopérative pour l'habitat de Potsdam 1956 lança un projet de réflexion sur la reconstruction des trois maisons de type hollandais dont au moins la façade et le toit devaient ressembler aux originaux. Les frais s'élèvent à 6,3 millions €.
Le retour du petit quartier hollandais à côté de l'église française a valeur de symbole pour tous ceux qui voient en Potsdam un exemple intéressant d'éclectisme et de cohabitation de diverses communautés ethniques et religieuses sous le règne du despote éclairé Frédéric le Grand. Grâce à l'édit de tolérance, Français huguenots et Hollandais partagent la religion réformée et les exemples d'intellectuels, de militaires ou d'hommes d'état originaires de France ou d'Allemagne  au service des autorités hollandaises renforcent l'image d'une nation polymorphe source d'inspiration pour d'autres pays à l'époque, comme ce fut le cas de manière accrue en Prusse pendant quelque temps.
La restauration de trois maisons du petit quartier hollandais le long de la Charlottenstraße a démarré fin 2014. Malgré la résistance du conservateur des monuments historiques de la région de Potsdam, Norbert Blumert, les trois maisons avaient  été démolies en 1988 sous le régime de la RDA vu leur état  de ruine avancé et le manque de fonds nécessaires à une telle restauration. Blumert et son collaborateur de la Commission pour la conservation des monuments historiques, Rainer Roczen, avaient pu sauver quelques pièces détachées originales, dont les quatre chapiteaux de 1752 que Blumert et son équipe réussirent à desceller le 10 octobre 1988 avec une nacelle. Le retour du petit quartier hollandais à côté de l'église française a valeur de symbole pour tous ceux qui voient en Potsdam un exemple intéressant d'éclectisme et de cohabitation de diverses communautés ethniques et religieuses sous le règne du despote éclairé Frédéric le Grand. Grâce à l'édit de tolérance, Français huguenots et Hollandais partagent la religion réformée et les exemples d'intellectuels, de militaires ou d'hommes d'état originaires de France ou d'Allemagne  au service des autorités hollandaises renforcent l'image d'une nation polymorphe source d'inspiration pour d'autres pays à l'époque, comme ce fut le cas de manière accrue en Prusse pendant quelque temps.

## Les signes distinctifs du caractère hollandais

### Première caractéristique: le pignon ornemental

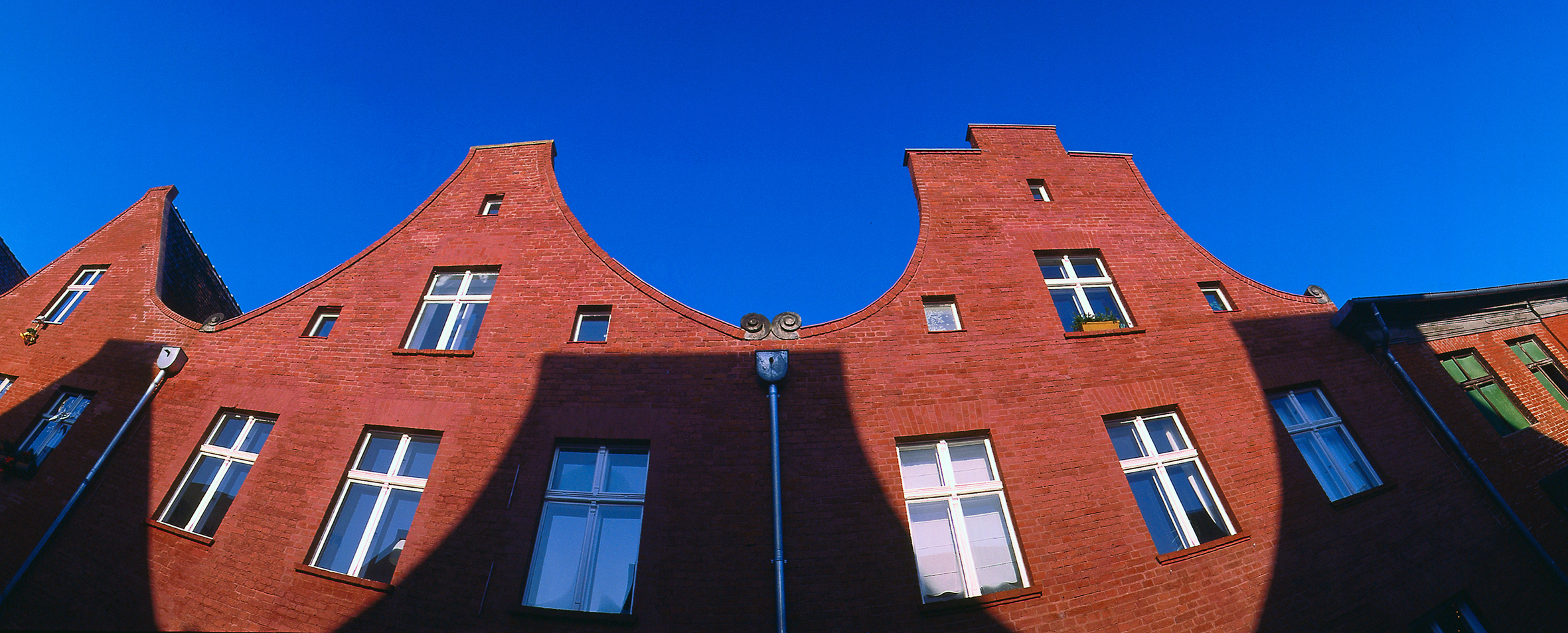
Vue sur les pignons du quartier hollandais

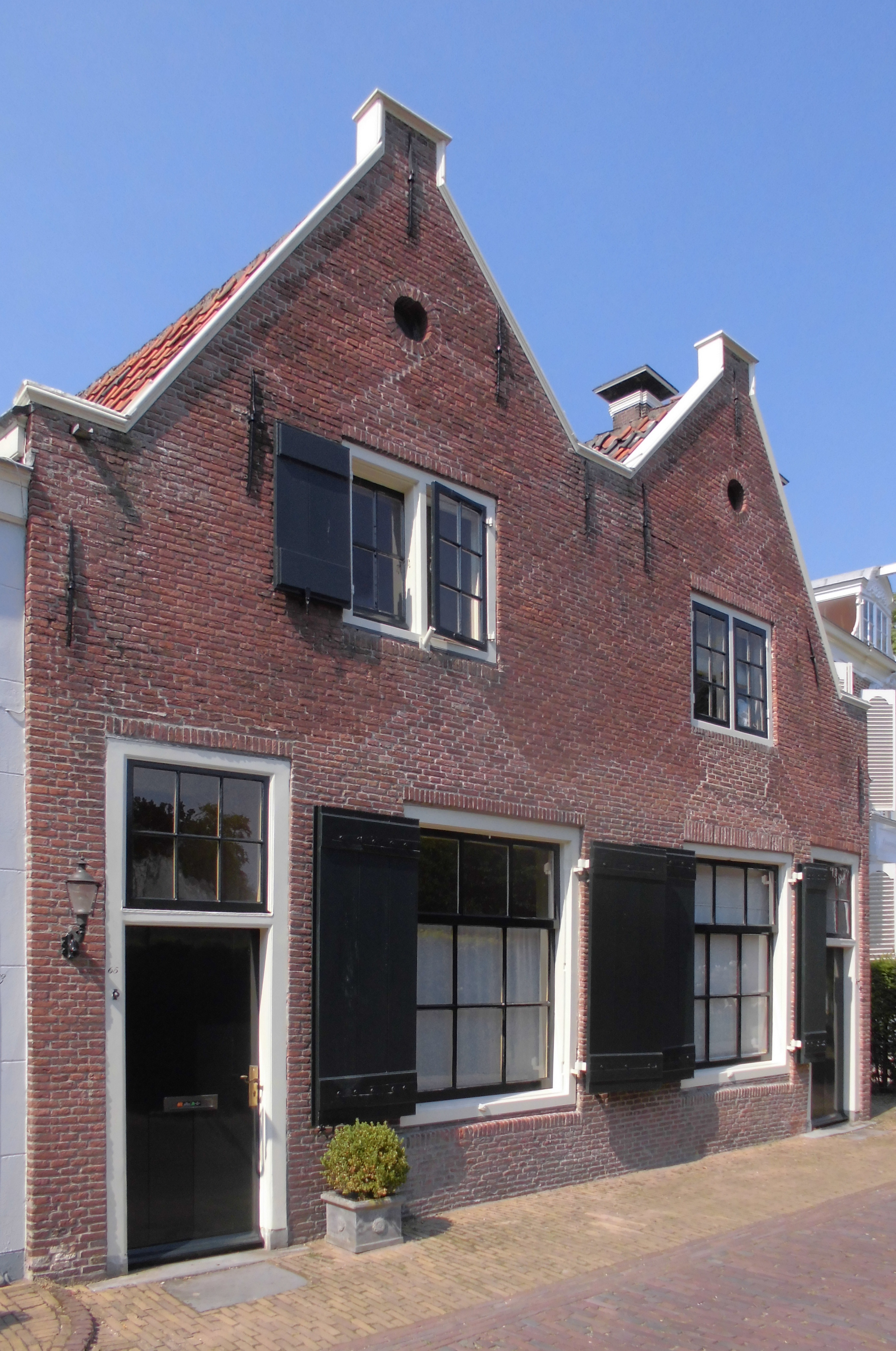
Maison avec topgevel à Loenen a.d. Vecht, province Utrecht

Le visiteur du quartier hollandais de Potsdam perçoit intuitivement la rupture de style architecturale entre les rangées de maisons baroques des rues commerçantes adjacentes et l'enfilade de maisons en briques rouges rythmée par des pignons ornementaux que l'on associe de prime abord aux terres flamandes et néerlandaises. L'homogénéité du quartier et la succession des gâbles très similaires attirent l'attention et posent la question de savoir ce qui est vraiment de source ou uniquement d'inspiration hollandaise.
Au fur et à mesure que les cités commerçantes et portuaires grandissaient et prospéraient, les patriciens urbains et les riches négociants affichaient leur aisance en personnifiant le pignon frontal de leur maison. Sa forme évolue depuis le XVIe siècle jusqu'au XVIIIe siècle. De 1580 à 1655, c'est le pignon à échelons qui se répand sur toute la partie nord du bassin germanique, y compris en Angleterre et en Scandinavie. Le premier pignon à l'allure simple et peu décoré est le pignon à bec très apprécié des Hollandais au XVIe siècle qui va faire la transition entre le pignon à échelons ou gradins et le pignon à goulot(1640-1770). Le pignon à bec était très fréquent pour les maisons-hangars(« pakhuizen »).
Si l'on observe ci-dessous les types de maisons présentes dans le quartier hollandais, on dispose d'un premier point de comparaison pour définir « l'hollandicité » de ce  paysage urbain.
| Pignon droit                                                                     | Pignon en cloche                                                      | Pignon en cloche                                                                                      | Pignon en cloche à courbes                                                                            |
| -------------------------------------------------------------------------------- | --------------------------------------------------------------------- | --- | --- |
|                                                                                  |                                                                       | | |
| En néerlandais: Tuitgevel                                                        | En néerlandais : klokgevel                                            | Forme dérivée du klokgevel                                                                            | Forme dérivée du klokgevel                                                                            |
| Ce pignon peu majoritaire à Potsdam est typique des maisons-hangars aux Pays-Bas | Quelques rares maisons du quartier ont ce type de pignon aujourd'hui. | Il est très représenté dans le quartier hollandais.                                                   | Il est très fréquent dans le quartier hollandais, il alterne avec le modèle précédent et le suivant.  |
| Forte occurrence aux Pays-Bas:1620-1720                                          | Forte occurrence aux Pays-Bas:1660-1790                               | Forte occurrence aux Pays-Bas:1660-1790 Mais moins sous cette forme dépourvue de l'arrondi supérieur. | Forte occurrence aux Pays-Bas:1660-1790 Mais moins sous cette forme dépourvue de l'arrondi supérieur. |

| Pignon en cloche                                     | Pignon en cloche                                                                              | Pignon en pointe | Pignon en pointe, décoration classiciste |
| ---------------------------------------------------- | --------------------------------------------------------------------------------------------- | --- | ---------------------------------------- |
|                                                      |                                                                                               | |                                          |
| En néerlandais: klokgevel                            | Forme dérivée du klokgevel                                                                    | En néerlandais : puntgevel | En néerlandais: puntgevel                |
| Quelques maisons ont ce pignon, y compris Am Bassin. | Forte occurrence dans le quartier hollandais.                                                 | Quelques rares maisons du quartier hollandais ont ce pignon simple.                                                                                        | Très isolé dans le quartier hollandais.  |
| Très fréquent aux Pays-Bas:1660-1790                 | Fréquent aux Pays-Bas:1660-1790 Mais moins sous cette forme dépourvue de l'arrondi supérieur. | Il est le pignon ou gâble initial avant le développement des maisons-pignons de l'âge d'or. Les pignons à échelons ou redents lui succéderont (1580-1665). | Essentiellement au XVIIe siècle          |

Finalement, la forte récurrence des pignons potsdamois rappelant un pignon à cloche hollandais, non abouti en quelque sorte, conforte l'avis de Théo Elsing du Bureau d’études et de protection des monuments historiques des Pays-Bas qui cherche à comprendre pourquoi les pignons de ce quartier sont à ce point uniformisés:« In de Hollandse Wijk zijn het weer afgeleide vormen van Nederlandse klokgevels, omstreeks 1720 ontworpen door de Hollander Jan Bouwman, maar – om kosten te besparen – als een standaard huis neergezet. In Nederlandse stadscentra gebeurde dat zelden of nooit ». Il en conclut que c'est pour des raisons budgétaires que les maîtres d'œuvre ont opté pour une standardisation du quartier par une forte homogénéisation des façades et des matériaux. Il affirme de plus que cette standardisation du bâti a rarement, voire jamais existé aux Pays-Bas.
Il manque en effet dans le quartier hollandais  les types de pignons qui se sont très répandus dans les régions néerlandaises et flamandes: 
- le pignon à gradins ou échelons (en néerlandais « trapgevel »[37]) pour la période 1600-1665, également apprécié dans toute l'Allemagne dès le Moyen Âge avec notamment le gothique de brique puis la Renaissance de la Weser entre autres, et ailleurs dans le nord de l'Europe ou encore en Alsace. Toutefois, l'architecte Carl von Gontard l'a utilisé dans son « Établissement hollandais » dans le parc Neuer Garten de Potsdam à moins d'un kilomètre du quartier hollandais;
- le pignon à goulot (en néerlandais « halsgevel »[37]) pour la période 1640-1775. Il s'est répandu dans le nord de l'Allemagne au XVIIIe siècle comme en témoignent les centres-villes de Wismar ou Rostock[39];
- le pignon à goulot rehaussé (en néerlandais « verhoogde Halsgevel »[37]) pour la  période 1620 à 1770, forme aboutie et largement décorée du « pignon à bec » (en allemand « Schnabelgiebel »)répandu au XVIe siècle et qui servit de transition[34] entre le pignon à gradins et le pignon à cloche.

Le choix des pignons à Potsdam ne correspond donc pas forcément aux pignons en vogue aux Provinces-Unies au moment de leur construction, ni même quelques décennies plus tôt, si l'on s'arrête aux modèles de maisons patriciennes des centres-villes néerlandais. Ceci étant, le quartier hollandais de Potsdam ne correspond pas complètement à la configuration typique des maisons hollandaises avec pignon sur canal en plein centre-ville. Le cœur résidentiel et politique de Potsdam (Altstadt) est plus au sud et il est inspiré par l'architecture italienne (Renaissance et baroque). Le quartier hollandais est séparé de la vieille ville par le quartier français, l'ancien bassin et une partie du nouveau quartier d'extension baroque. Il est pour ainsi à l'écart, aux pieds de la muraille au nord-est. Contrairement aux patriciens et négociants hollandais qui voulaient avoir pignon sur rue et afficher leur réussite, les Hollandais de Potsdam sont des immigrés de condition modeste pour lesquels le souverain a construit un quartier à caractère presque exclusivement résidentiel. La différence entre un souverain néerlandophile qui finance le projet d'un quartier destiné à réconforter des migrants qui n'avaient peut-être pas envie de rester à demeure à Potsdam et des riches marchands et membres de guildes hollandais se mesure dans la capacité de financement de l'un et des autres. La personnalisation de la façade à grands frais n'est possible que quand on est le propriétaire des lieux. C'est pourquoi l'effet cumulé de l'inspiration hollandaise pour les pignons et de l'uniformisation des maisons conduit les observateurs à associer le quartier hollandais aux quartiers sociaux ou aux rues latérales jalonnées de maisons-hangars aux Pays-Bas.
En Allemagne du Nord, finalement très similaire au paysage maritime et plat des Pays-Bas, le manque d'espace dans les villes empêchait les habitants de bâtir en largeur sans avoir à agrandir les murailles de l'enceinte urbaine. C'est aussi une question de coûts. Il fallait donc  serrer les maisons intra-muros et monter en hauteur pour non seulement gagner de la place, mais aussi pour stocker les denrées dans un grenier greffé sur la partie habitation et accessible par des palans que l'on voit dépasser du gâble. L'étroitesse du pignon frontal poussa les propriétaires à  bâtir en profondeur autant que faire se peut. Dans l'état régional de Mecklembourg-Pomméranie antérieure comme dans le  Brandebourg, on trouve également de bons exemples de villes fortifiées où la plupart des maisons à pignon  jalonnent les rues principales avec forte fréquentation et activité économique. Dans les rues adjacentes, moins animées, on constate la présence de bâtiments dont le mur gouttereau  fait face à la rue. De même, la présence de surface habitable étant plus importante dans les secteurs hors centre-ville ou hors centre économique, il était possible de ne pas bâtir en hauteur, mais en largeur.
Les observateurs néerlandais voient par conséquent dans l'architecture du quartier hollandais de Potsdam un aspect vieux-néerlandais typique (« oud-Nederlands uiterlijk »). Il n'a existé à l'origine dans le quartier hollandais que deux formes de pignon différentes. Il n'existe pas d'équivalence réelle dans le paysage urbain de la Hollande du XVIIIe siècle. L'architecte en chef Jean-Louis Manger décrit dans son rapport de 1789 que « l'œil du roi était à ce point pénétré  par ses occupations permanentes avec les régiments de la garde qu'il  ne pouvait s'imaginer les nouvelles rues à construire que comme une rangée de soldats au garde-à-vous ». L'individualité et la recherche de décoration personnelle qui se sont durablement établies dans les Provinces-Unies ont été transformées en un ensemble architectural sobre et homogène, propre à l'esprit prussien du moment. De ce fait, les maisons à pignon frontal du quartier hollandais ressemblent plus aux rangées de maisons-hangars (« pakhuizen ») néerlandaises ou à celles des « hofjes ». Il s'agit de foyers pour personnes âgées qui était planifiés par des communes ou des institutions de bienfaisance sous la forme de maisons mitoyennes. Ils ont peut-être inspiré le souverain prussien à cause de leur homogénéité et leur aspect régulier. Le quartier hollandais est donc une imitation imparfaite du modèle original. Il montre la supériorité économique, technique et culturelle des provinces-unies à cette époque.

### Deuxième caractéristique :la façade à corniche

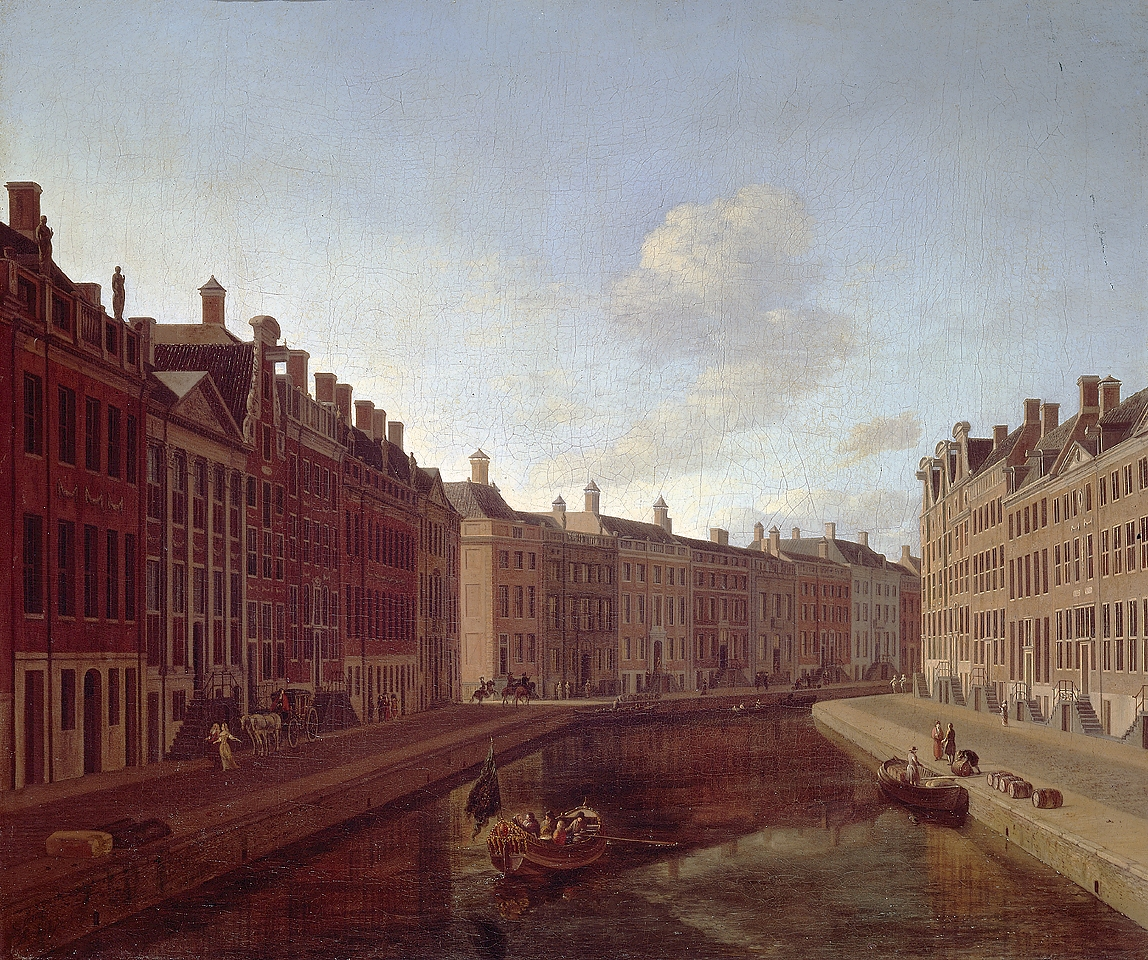
Gouden Bocht, canal Herengracht, Amsterdam, 1685

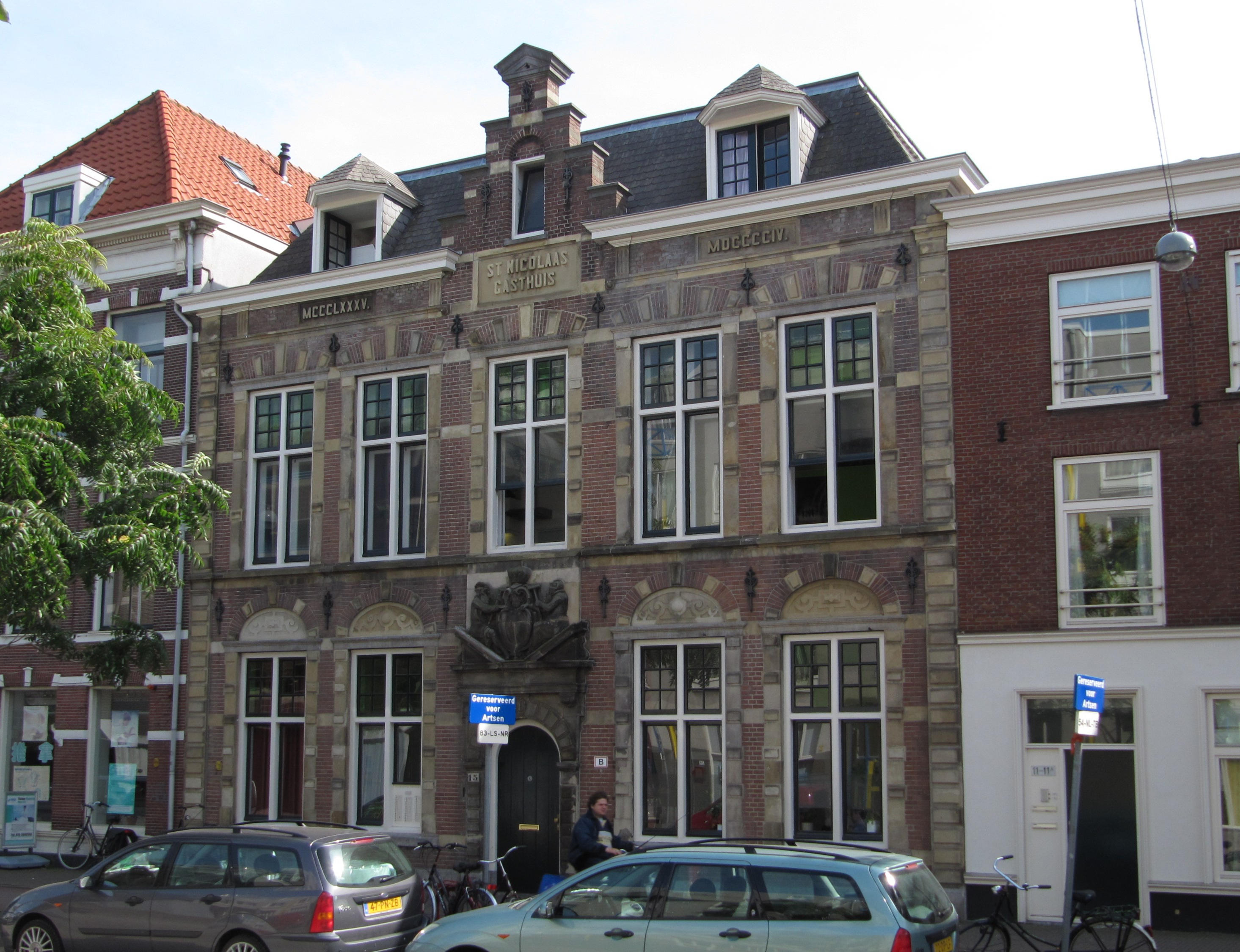
St Nikolaas Gasthuis, La Haye. Corniche et pignon avec fronton

Le « lijstgevel », façade latérale avec corniche, représente bien le paysage urbain néerlandais, particulièrement quand il est associé aux couleurs et aux décorations de la travée centrale au niveau de la porte d'entrée. Dans le quartier hollandais, on rencontre par exemple les deux types suivants:
| Maison à corniche                                       | Maison à corniche                                          |
| ------------------------------------------------------- | ---------------------------------------------------------- |
|                                                         |                                                            |
| Par comparaison aux Pays-Bas:                           | Par comparaison aux Pays-Bas:                              |
|                                                         |                                                            |
| Maison patricienne, Loenen a.d. Vecht, province Utrecht | Bâtiment administratif Loenen a.d. Vecht, province Utrecht |

Les maisons à mur gouttereau sur rue ou avec façade latérale qui finit avec une corniche remonte  aux années 1660 et elle était réservée la  plupart du temps aux maisons patriciennes de type palais, comme dans la rue De Gouden Bocht du canal amstellodamois Herengracht. La caractéristique de ces bâtiments et sa façade classique réside dans les pilastres et la décoration en priorité de la porte. Au XIXe siècle, ce type de façade devient à la mode. Avec l'apparition des difficultés économiques au XIXe siècle, les décorations des pignons et de la partie supérieure se firent plus rares: le gâble au-dessus de la travée centrale en gradins ou cloche avec fronton circulaire ou surbaissé disparaît au profit d'une corniche droite, à la couleur contrastant avec celle du matériau dominant du mur.

### Troisième caractéristique: le carré
Les maisons du quartier hollandais ont pour certaines beaucoup changé depuis leur construction il y a environ 300 ans. Peu de maisons ont été remises dans l'état qui était le leur à l'époque de la construction originale baroque. Quatre maisons ont été restaurées à grands frais de manière assez satisfaisante à l'époque de la RDA. Le reste du quartier tomba malheureusement en ruine. Après la réunification les efforts ne manquèrent pas pour restaurer et moderniser les maisons en respectant la réglementation pour la  protection des bâtiments historiques.
L'ensemble du quartier hollandais se compose de quatre pâtés de maisons ou « carrés » et compte en tout 134 maisons. L'agencement des rues repose sur le plan en damier de la ville baroque. Cependant, et pour diverses raisons, il ne fut pas possible de respecter ce schéma géométrique ; seul le carré au sud-ouest a exactement la forme d'un carré alors que les autres ont des contours déformés ou étirés.
Pour le journal Haagsche Courant, ce qui rajoutait un cachet typiquement néerlandais au quartier hollandais original de Potsdam, c’étaient les rigoles d’écoulement et les lampadaires publics qu’on retrouve effectivement aux Pays-Bas.
Comme pour l'esprit de « quartier » à Paris ou la cohésion sociale du « Kiez » à Berlin, les Hollandais ont un profond attachement à leur « buurt », terme désignant un quartier en néerlandais. C'est cet esprit initial qu'a voulu reproduire le roi de Prusse en construisant le quartier hollandais pour des colons en manque du pays.

## Styles et évolution des maisons
Trois types de maison se distinguent facilement : 
- les maisons à mur gouttereau sans mitoyenneté
- les maisons à mur gouttereau mitoyennes
- les maisons à pignon mitoyennes

### Description de la maison originale
À l’origine, le mur n’était pas peint, ni recouvert de crépi. Les klinker sont des briques naturellement décoratives grâce à leur couleur rouge spécifique contrastant avec les joints de couleur claire, blanc cassé ou beige clair, réalisés avec un mortier à base de calcaire. L’effet global des joints clairs autour des briques rappelle un maillage ou un motif grillagé sur l’ensemble de la façade. L’application d’une couche de peinture commença assez tôt, dès la seconde moitié du XVIIIe siècle. La peinture rouge sous toutes ses nuances restera la teinte dominante même si certaines maisons ont été peintes sur toute la façade en jaune-gris, comme pendant la période architecturale du Gründerzeit.
Le manteau du linteau des maisons à mur gouttereau sur rue et les consoles était peint à l’origine avec une couche de peinture à l’huile à base de blanc de céruse. Puis les teintes gris-jaune l’emportèrent progressivement pour les éléments décoratifs des portes d’entrée. Au XIXe siècle, les éléments décoratifs des portes et porches d’entrée furent supprimés ou modifiés comme avec le stuc.
Les fenêtres avaient initialement deux ouvrants avec des vitraux et un cadre en chêne verni. Plus tard, les fenêtres furent remplacées par des modèles spécifiques à chaque époque.
Fenêtres et portes sont généralement blanches ou avec une association blanc-vert.
La cage d’escalier était huilée et vernie. Les marches de l’escalier étaient généralement peintes en rouge. Les poteaux d’angles et d’arrivée étaient en rouge ou bleu, la main courante plus souvent en noir ou brun noirâtre.

### Les maisons à corniche
C'est le type de maison, (« listgevelhuis »), qui s'inspire le plus de l'architecture néerlandaise de manière visible car il a un équivalent qui lui sert de modèle en Hollande, comme la maison Vreedenhoff à Loenen sur la Vecht dans la province d'« Utrecht ». Les façades se ressemblent beaucoup : maison à deux étages, cinq travées dont l'entrée principale se trouve dans l'axe central. La décoration des portes est typique de la Hollande en bois peint en blanc, de même que les gesimse principaux. On reconnaît aussi les consoles taillées dans le bois dont il ne reste que de rares exemplaires à Potsdam, comme la maison de la Benkertstrasse. no 19.

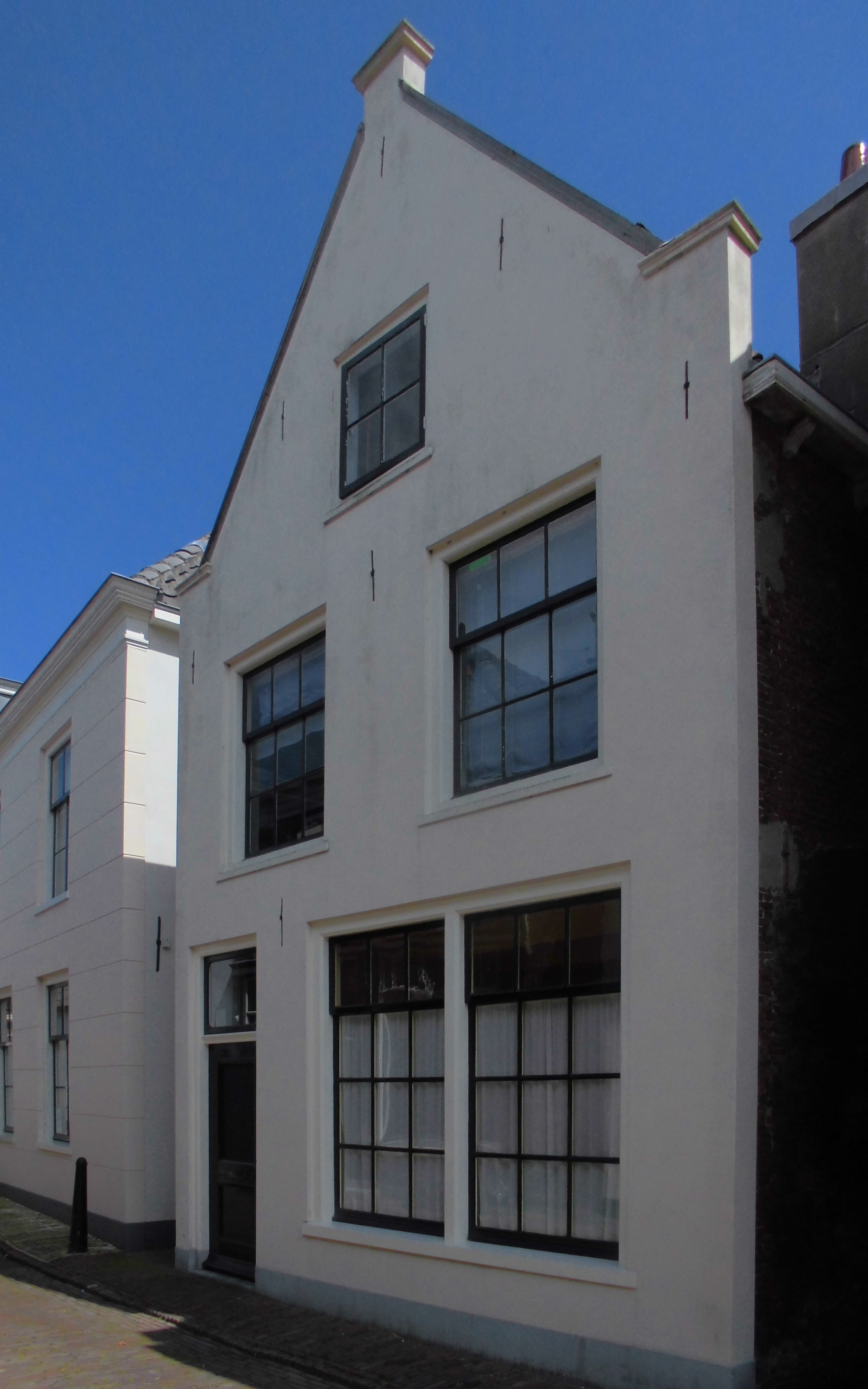
Type de fenêtre typique, ici à Loenen a.d. Vecht, province Utrecht

Les éléments de jonction délimitant les travées de la façade sont des lésènes très légèrement en saillie en plus de l'avant-corps central (Maison Vreedenhoff), parfois deux lésènes comme liseré de l'axe central. C'est une maison comporte une cave enterrée ; en raison du niveau de pratique élevé, la cave est légèrement enfoncée dans le sol et se situe exclusivement sous la cuisine. On l'atteint par un petit escalier.
Les points communs avec les pignons frontaux sont frappants : l'usage de la brique avec sa couleur caractéristique, les petits volets, le contraste vert-blanc avec les encadrements de portes et de fenêtres, le vitrage à petits carreaux.

### Maisons à pignon sur rue
À l'origine, les maisons à pignon du quartier hollandais étaient désignées comme des « demi-maisons ». Comme les maisons avec mur gouttereau sur rue, elles sont à deux étages, mais avec trois rangées : une pour l'entrée et deux rangées de fenêtres. La surface habitable est environ la moitié de celle des maisons à corniche, habitées par les maîtres artisans. Plus sobres et plus petites, les maisonnettes à pignon étaient occupées essentiellement par les petits artisans, les soldats et en général par des personnes de petite condition. On trouvait au sein même de la rangée de pignons frontaux des maisons à mur gouttereau sur rue qui se situaient le plus souvent au centre de la rue avaient la particularité d'avoir un portail qui ouvrait sur une cour intérieure au lieu de la porte d'entrée qui débouchait sur un petit couloir. Très souvent, ces maisons à cour intérieure étaient occupées par des brasseries.
Certains éléments architecturaux remontent sans conteste à la tradition artisanale hollandaise quel que soit le type de maison observé.
En tête de ces éléments, il faut citer les fenêtres au vitrage à petits carreaux, peintes en blanc dont le large châssis en bois blanc est caractéristique de la Hollande, mais aussi les demi-volets verts qu'on nomme volets coupe-vent (En néerlandais « luikjes »). L'autre caractéristique des entrées de maison hollandaise est l'imposte fixe avec vitrage également à petits carreaux qui affleure avec la partie extérieure du cadre obligatoirement en bois alors que le battant de porte vient se poser sur l'intérieur du châssis. Ce type de porte était inconnu à Potsdam : il fut introduit par les artisans hollandais.

### Maisons baroques à corniche et pignon en cloche
Quand on sort des quatre carrés du quartier hollandais initial, on arrive dans les rues qui longent le Bassinplatz. La rue Am Bassin présente un caractère homogène par sa rangée de maisons imposantes qui attirent le regard également par les couleurs chatoyantes et contrastées des façades. C'est l'architecte Carl von Gontard qui dessina les plans et supervisa la construction de cet ensemble baroque qu'on doit s'imaginer à l'origine face à un plan d'eau, le « Bassin ». L'association du bâti à connotation hollandaise flagrante et l'alignement des façades le long du bassin renforce l'allusion explicite au paysage urbain néerlandais marqué par les « grachtenhuizen », ces maisons en enfilade le long des canaux.

## Les habitants du quartier
Parmi les « colons » recensés à Potsdam, la moitié de ceux arrivés entre 1732 et 1740 était d’origine non germanophone. Les Hollandais n’ont pas formé une communauté particulière soit pour leur nationalité, soit parce qu'ils auraient souhaité ou réclamé comme condition sine qua non à leur établissement un statut particulier au sein de la société locale comme ce fut le cas pour les réfugiés huguenots.

### Les résidents effectivement hollandais
18 maisons sur 40 furent occupées à l’origine par des Hollandais avec leurs familles : 
| Les maîtres-charpentiers | Les maîtres-maçons | Les veloutiers | Autres artisans            | Autres métiers          |
| ------------------------ | ------------------ | -------------- | -------------------------- | ----------------------- |
| Laamen                   | Keytel             | Ouden          | Boumann, maître-orfèvre    | Lehmann, Commerçant     |
| Ouden                    | Speck              | Cordes         | Leyden, imprimeur sur soie | Laatz, veilleur de nuit |
| Romanus                  | Medden             | Tymm           | Hülßmann, ébéniste         |                         |
| Boumann                  | Medden             | Bohlmann       |                            |                         |
| Veuve Ridder             | Sonsbeck           |                |                            |                         |

### Artistes et artisans

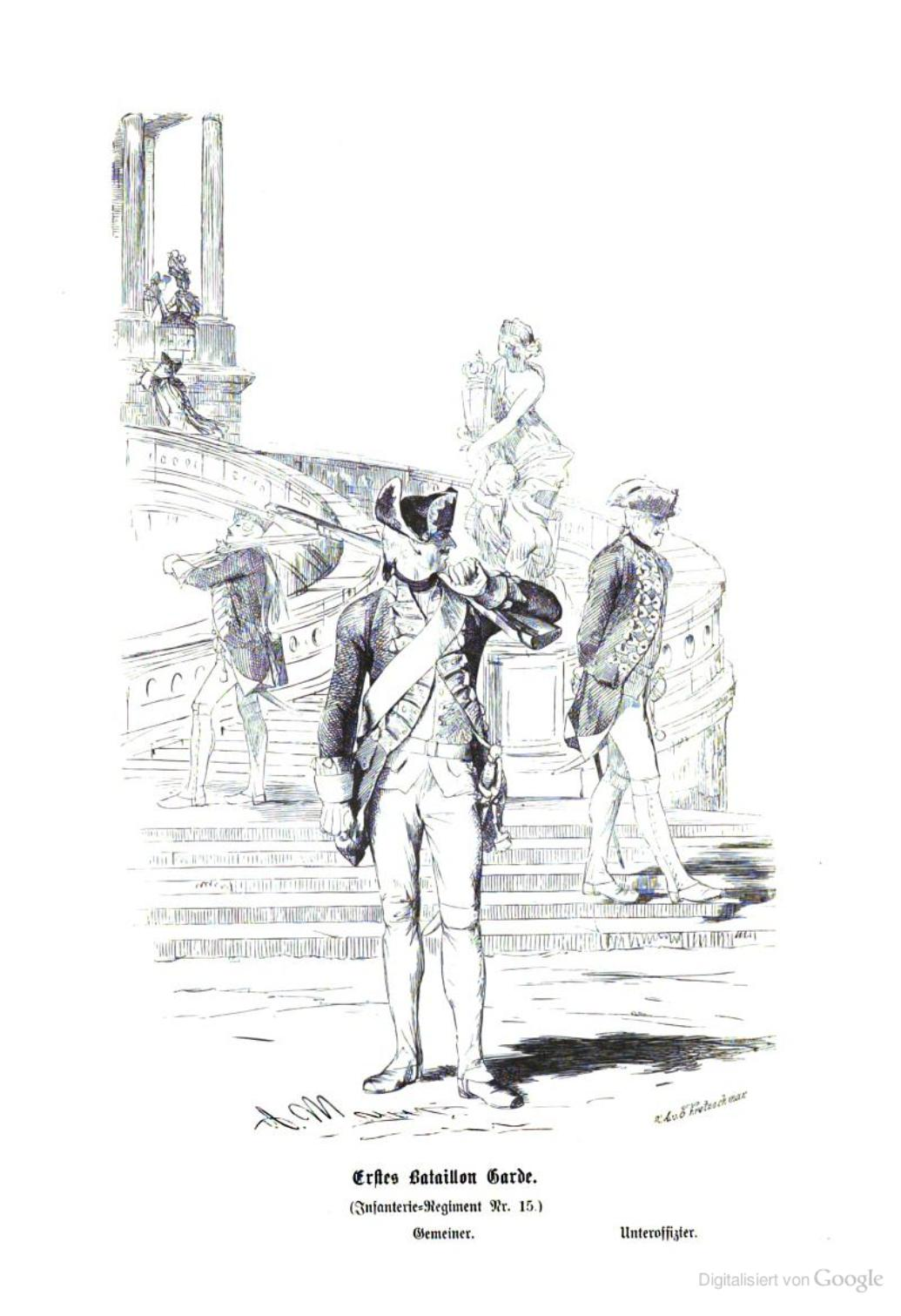
Garde prussienne vers 1760

Pendant la seconde moitié du XVIIIe siècle, de nombreux artistes et artisans non néerlandais habitèrent le quartier hollandais pour répondre à la demande du roi Frédéric le Grand pour les travaux de décoration de sa nouvelle ville baroque devenue résidence royale.
- Le peintre Christian Wilhelm Baron
- Le sculpteur Friedrich Christian Glume dit le Jeune
- L’ébéniste d’art Johann Heinrich  Hülsemann
- Le peintre décoratif spécialisé en  védutisme Johann Friedrich Meyer
- Le sculpteur spécialisé en ornements Matthias Müller
- Le sculpteur Michael Christoph Wohler dit le Jeune

Au XIXe siècle, de nombreux artistes et négociants s’installent également dans le quartier hollandais : 
- l’organiste Alexander Schuke
- L’organiste Gottlieb Heise
- Theodor Storm, comme assesseur au Tribunal d’instance de Potsdam
- Wolfgang Amadeus Mozart habitera en 1789 en bordure du quartier hollandais, dans une maison aujourd'hui bâtiment historique[35] de Potsdam[46]

### Soldats et mercenaires
L’armée est omniprésente au sein de la population. Les soldats sont hébergés chez l’habitant car il n’y a pas encore de casernes. L’augmentation du nombre des soldats enrôlés avait déjà engendré les deux extensions de la ville dans le style baroque et rococo. Bien que le quartier hollandais ne soit pas destiné à l’origine au logis des soldats, il jouera très vite ce rôle pour compenser la sous-occupation des maisons par des colons hollandais.
La présence militaire dans la capitale bicéphale Berlin-Potsdam se matérialise dans la pierre à travers les deux églises de garnison (Garnisonkirche), l’une à Berlin, l’autre à Potsdam, mais aussi par la construction d’un orphelinat militaire capable d’accueillir 3000 enfants. À partir de 1719, tous les régiments sont dans les villes.En 1722, le roi fonde l’Académie des cadets de Berlin pour accueillir environ 300 élèves issus de la noblesse.
Pour faire face à la présence accrue et régulière de soldats intramuros, le quartier hollandais héberge donc aussi des soldats et leurs familles. Car il est à l’intérieur, voire au pied de l’enceinte de la ville construite à partir de 1718 pour empêcher les désertions et le schmuggel. La porte « Nauener Tor » restaurée en néogothique anglais se situe à quelques mètres de la rue centrale du quartier hollandais.
Cependant, il ne faut pas déduire que le logement chez l’habitant dans de jolies maisonnettes hollandaises donnait un cadre de vie enviable aux soldats. Le « système cantonal », prémisse de la conscription moderne, fut introduit le 15 septembre 1733 et maintenu jusqu’en 1807. La discipline était telle que les souverains prussiens ne trouvaient pas assez de volontaires. Il fallut recourir à la force et à la ruse. En 1735, deux tiers des soldats de Prusse sont des mercenaires étrangers. Le roi dépense des millions de thalers pour payer les primes des recrues et les honoraires des recruteurs en Prusse, en Suisse, les autres États allemands et les Provinces-Unies. Les méthodes employées par les recruteurs déplaisent souvent et aboutissent à des incidents ; un recruteur sera, par exemple, exécuté à Maastricht en 1732.

## Quartier hollandais devenu modèle auxXIXeetXXesiècles

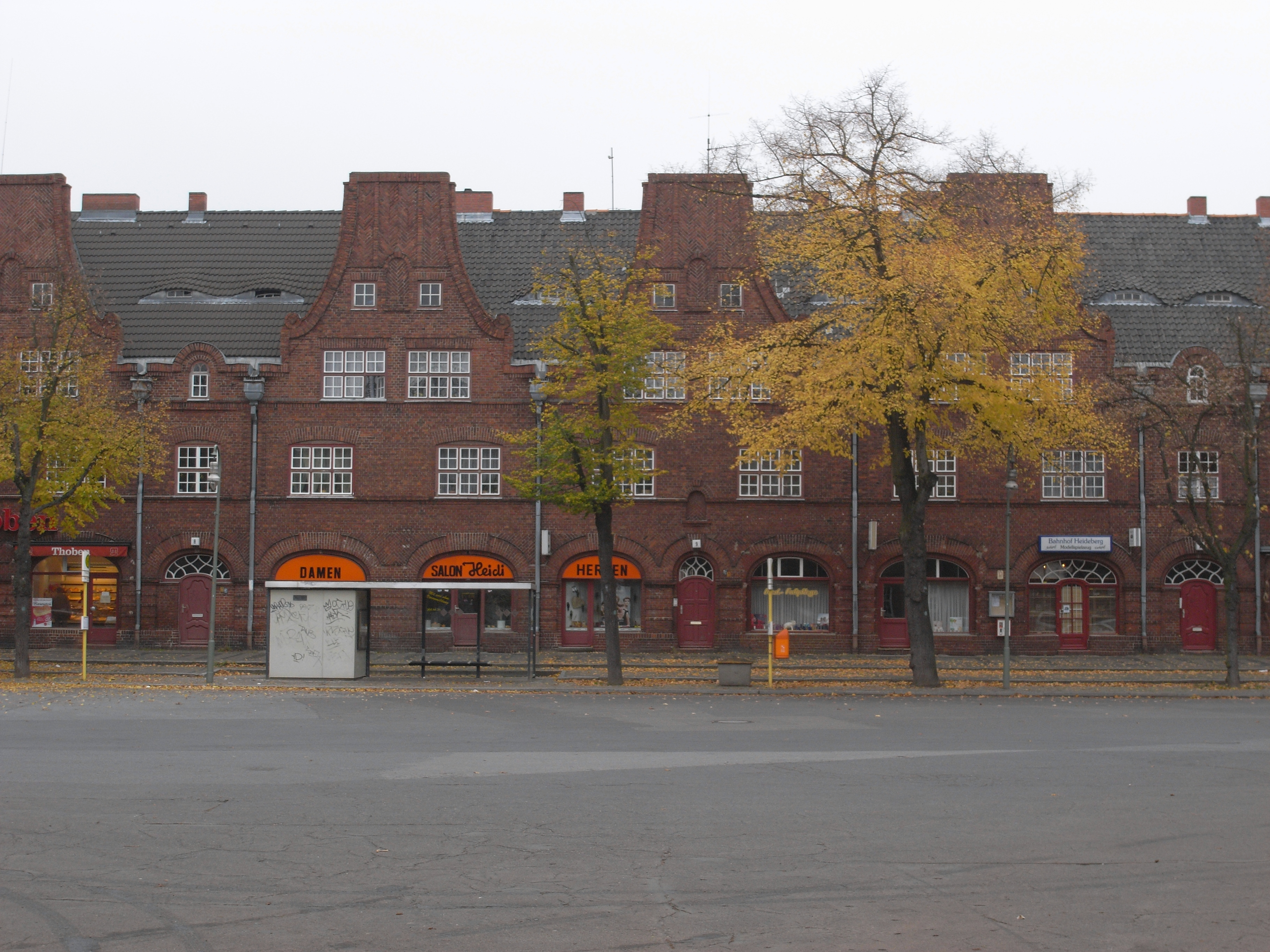
Cité-jardin Staaken, hypermarché

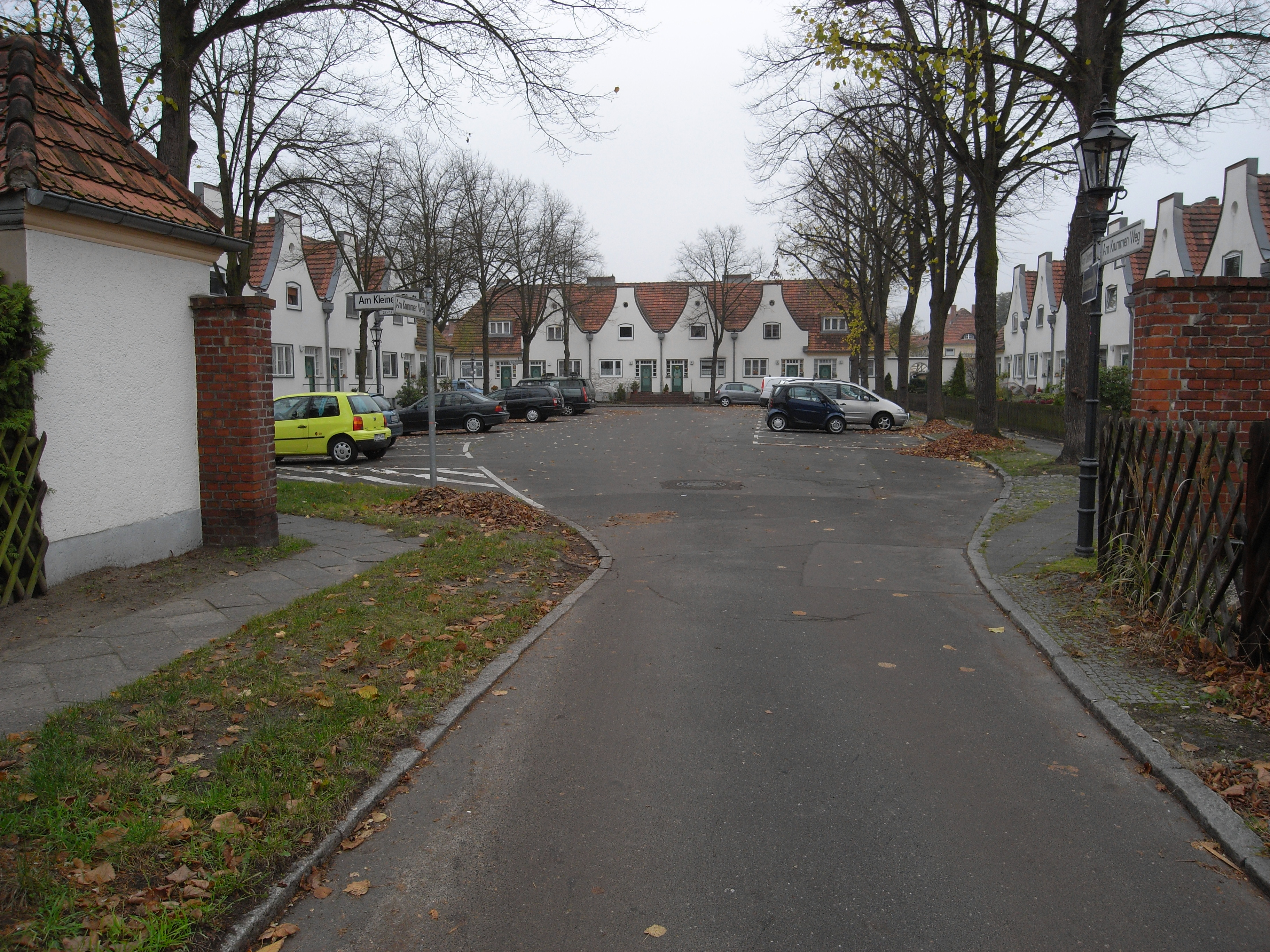
Cité-jardin Staaken, Am Kleinen Platz

Le conflit entre les architectes traditionalistes et modernistes au XIXe siècle perdura longtemps en Allemagne ; il se prolongea jusqu’au IIIe Reich où les premiers l’emportèrent sur les seconds. Les éléments traditionnels rappelant le passé germanique et la grandeur de l’histoire prussienne furent mis en avant : 
- Les toitures à l’allemande ;
- le palladianisme ;
- le « Rundbogenstil »[N 22] ;
- les frontons ou pignons néerlandais, flamands et allemands septentrionaux.

Le dernier élément renvoie clairement au quartier hollandais dont les pignons et l’usage du klinker témoignent d’une forme d’architecture nord-européenne accentuée par l’austérité et le rigorisme prussiens appréciés à cette époque.
L’un des pionniers de la rationalisation constructive en Allemagne fut l’Alsacien  Paul Schmitthenner, architecte du Heimatschutzstil (architecture néogermanique) qui avait une passion pour la standardisation qu’il a notamment appliquée à la cité-jardin de Staaken construite pour héberger les ouvriers des usines d’armement de Spandau.
La place du marché de la cité-jardin de Staaken qui rappelle le quartier hollandais de Potsdam a été un modèle imité jusque dans les années 1930. La référence au modèle de maisons à pignon hollandaises pour les cités d’habitation allemandes aux XIXe et XXe siècles ne repose en rien sur une admiration des pratiques architecturales des Pays-Bas que les concepteurs ou politiques auraient souhaitées imiter à l’instar de Frédéric-Guillaume Ier de Prusse deux siècles plus tôt.
Les architectes de cette époque avaient compris que le quartier hollandais de Potsdam était certes d’inspiration hollandaise, mais qu’il avait été conçu et adapté pour l’esprit et le rationalisme prussiens. Le caractère homogène, très unitaire du quartier hollandais, qui tranche avec la volonté si frappante des Néerlandais à personnaliser leurs façades de maison, lui confère finalement un caractère pionnier et avant-gardiste pour les futurs projets architecturaux exaltant la tradition germanique un siècle plus tard. De même, Potsdam et Staaken reflètent très bien la tendance du moment à rechercher une morphologie urbaine basée sur des principes empruntés à la symétrie.

## Pendant la période communiste de la RDA

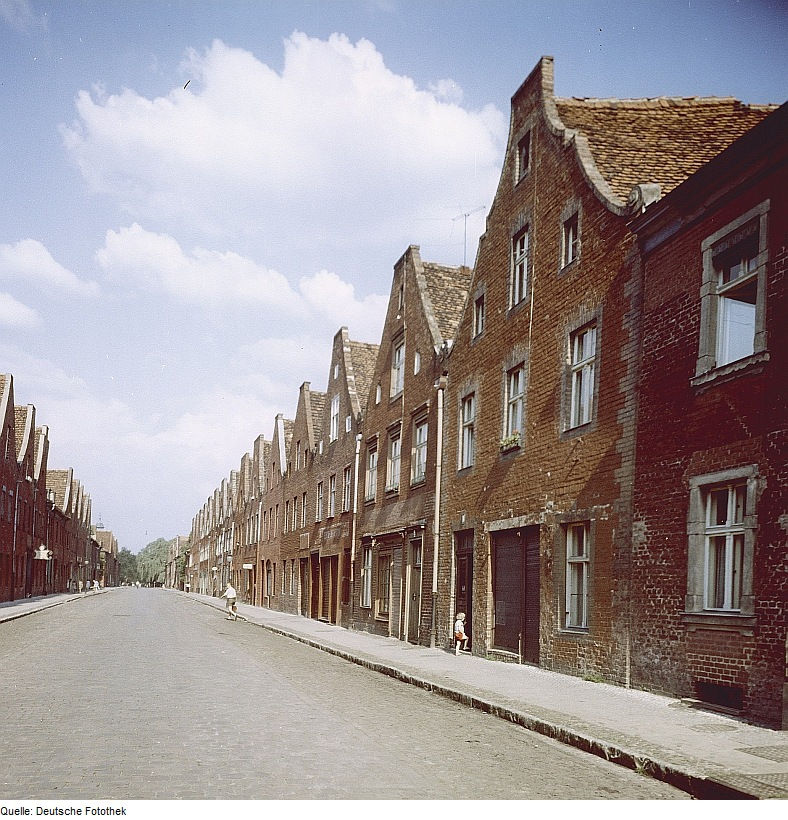
L'état du quartier hollandais pendant la période de la RDA

Avec la période de l’industrialisation, le profil du quartier hollandais se modifie progressivement et perd l’aspect général qu’il avait su conserver qu’à la fin du XIXe siècle. Les cours intérieures furent bâties, les Branbdgassen furent fermées, 
Seul le petit quartier hollandais fut touché par les bombardements de la Seconde Guerre mondiale, le quartier principal ne subit que des dommages insignifiants. Mais, par manque de moyens, les maisons tombèrent en ruine : les toits n’étaient plus étanches, les fenêtres étaient endommagées, la peinture défectueuse. Le journal hollandais Haagsche Courant parle encore d'un état déplorable de cet « ensemble urbain unique » (unieke stedebouwkundig ensemble) cinq après la chute du mur de Berlin. Une prise de conscience eut lieu en RDA dans les  années 1960 et 70 avec une première tentative de restauration de 4  maisons à l’angle de la rue Friedrich-Ebert et de la rue centrale entre 1973 et 1977. Mais les difficultés économiques de la RDA ne permettront pas d’aller plus loin. C’est avec la chute du mur de Berlin que le sujet de la restauration de ce quartier historique de Potsdam intéressa non seulement  l’Allemagne réunifiée mais aussi les Néerlandais.
Les Néerlandais comme de nombreux Européens ont longtemps entretenu l’image d’une « Prusse rouge » pour définir la RDA. Les effets du communisme auraient été atténués par les vertus prussiennes que sont l’esprit d’adaptation, la discipline et un sens aigu de l’administration efficace.
Dans les années 1980, la RDA qui poursuit son travail identitaire de nation des paysans et des travailleurs, en prenant souvent le contrepied de la RFA tente de créer une conscience nationale qui ne refoulerait pas systématiquement les éléments du passés. L’érection de la statue équestre de Frédéric II de Prusse sur l’avenue Unter den Linden à Berlin-Est en 1981, la restauration de certains monuments historiques et les différents projets de restauration du quartier hollandais de Potsdam s’inscrivent dans cette politique
Toutefois, sur la durée, les années du régime communiste ont été funestes et fatales pour l'entretien et la conservation du quartier hollandais. Il tombait en ruine et certaines maisons menaçaient de s'effondrer. Les Allemands de l'Est sonnèrent eux-mêmes la sonnette d'alarme et envoyèrent une délégation aux Pays-Bas en 1990 afin de découvrir et de réapprendre les techniques de restauration propres à ce type de maison dont plus de la moitié était inoccupée à Potsdam.
Le directeur de la Fédération royale des antiquités aux Pays-Bas, T. M. Eising, et le ministère des Affaires étrangères, tous deux soucieux de la conservation de cet ensemble architectural de facture néerlandaise unique  en dehors des Pays-Bas, ont invité une délégation de Potsdamois pour expliquer que les modifications apportées aux bâtiments ont fait plus de mal que de bien. L'intérêt porté par les institutionnels de l’archéologie du bâti aux Pays-Bas s'explique de prime abord par la régularité et l'importance des contributions des archéologues du bâti néerlandais au réseau allemand d’archéologie du bâti domestique; les chercheurs néerlandais se penchent non seulement sur les grandes bâtisses, mais aussi sur les maisons urbaines très bien conservées et très bien documentées depuis le XVe siècle.
En effet, les murs déversés des pignons ont été démolis et reconstruits parfaitement d'aplomb alors que, selon les spécialistes hollandais, les pignons ont été sciemment construits ainsi. Eising explique que cette pratique de construction « op de vlucht » était fréquente autrefois, voire réglementaire. Le premier argument en faveur d'une telle technique est que le pignon restait assez sec lors des fortes averses de pluie. Le deuxième concerne surtout les maisons-hangars (pakhuizen) où l'avantage du pignon penché permettait de hisser les charges vers le haut ou vers le bas sans que celles-ci touchent le mur.
Dans de nombreuses maisons, les sols et planchers en bois ont été remplacés par des planchers en béton. En raison de la réglementation en matière de construction à l'époque de la RDA, les cheminées à foyer ouvert caractérisées par leur linteau et manteau  hollandais disparurent des maisons.
Dans les nouveaux pignons, le cadre supérieur a été soudainement placé exactement au-dessus du cadre inférieur.. Aux Pays-Bas, la tendance serait plutôt à l’inverse d'utiliser au maximum les matériaux déjà existants pour restaurer un bâtiment. La délégation de Potsdam est allée observer des travaux de rénovation à Amsterdam, Haarlem et Leyde.

L'architecte Norbert Blumert, qui d'ailleurs habite et travaille dans le quartier hollandais, considère également que la politique de construction de son pays aujourd'hui disparu fut « une vraie politique du béton, sans cœur et sans émotion. Jusque dans les années 80, on a démoli des maisons hollandaises. Entretemps, elles ont été reconstruites, mais ce sont des mauvaises copies. Les planchers en bois ont laissé la place aux dalles de béton. ».
La restauration du quartier hollandais était dans l'impasse en 1989 d'abord parce que la situation financière locale était catastrophique, mais aussi parce que  les deux Allemagnes devaient décider quels projets étaient prioritaires et quel budget allait être alloué à la restauration de sites historiques nationaux. Les Allemands de l'Est souffraient d'abord d'un manque chronique de matériaux adaptés, et en particulier les briques.
La KNOB veut apporter son soutien à la restauration du quartier et espérait que quelques entreprises néerlandaises parraineraient chacune une maison dans le quartier. Les trois plus grandes sociétés de restauration des Pays-Bas ont souhaité participer au projet hollandais pour la restauration d'un quartier à Potsdam.
Eising estimait les frais de restauration en 1990 à 50 millions de Florins. Pour la KNOB, le quartier devait redevenir résidentiel, mais également participer à l'effort de promotion touristique de la ville. La vieille auberge Zum Fliegenden Holländer doit être reconstruite à l'identique pour lui redonner tout son lustre. Eising souhaitait que l'auberge devienne un café-restaurant, où l'on servirait de la bière hollandaise,.